# レマーゲンの戦い
レマーゲンの戦い（レマーゲンのたたかい、英: Battle of Remagen）は、第二次世界大戦末期、西部戦線においてライン川を越え進撃するアメリカ軍とそれを防ぐドイツ軍との間で行われたルーデンドルフ橋を巡る攻防戦。

## 戦闘前の両軍の状況
バルジの戦いでドイツ軍を押し戻した後、連合国遠征軍最高司令官アイゼンハワー将軍は2つの司令を命じていた。1つ目は、ライン川西岸を守るドイツ軍が東の対岸へ撤退するのを防ぐこと。2つ目は、連合軍が攻撃を集中できるように川の支流を制圧する、というものであった。連合軍は、ライン川に架かる橋を無傷で捕獲できるとはほとんど期待していなかった。その為、部隊の多くは渡河用の装備をあてがわれていた。しかし、アイゼンハワーは、いずれかの部隊が無傷の橋を見つけた場合「その橋を最大限に活用し、橋頭堡を設置する」という厳命を下していた。

### ライン川西部での戦い
1945年3月1日、ライン川を渡る22本の橋と25本の鉄橋のうち、残されている橋は4本のみであった。
- ケルンの『ホーエンツォレルン橋』（3月6日、ドイツ軍により破壊）
- ボンの『ライン橋』（3月8日の夜、ドイツ軍により破壊）
- ウルミッツdeの『ヴィルヘルム橋』（3月9日、ドイツ軍により破壊）[8][9][10][11]:509

3月上旬、米陸軍第9機甲師団をはじめとする「ランバージャック作戦」の部隊は、ライン川西岸に追い詰められたドイツ軍を掃討し、米第9軍の側面への反撃を防ぐ任務を与えられていた。
第1軍の南方では、ジョージ・パットン率いる第3軍も、ライン川を越えたバーナード・モントゴメリーの部隊を支援していた。しかし、ドイツ軍がルール川のダムから水を放出し谷を氾濫させ部隊の前進を遅らせたため、第1軍の前進は2週間遅れることになった。
谷が氾濫した2週間の間、アドルフ・ヒトラーは西部戦線の最高司令官であるゲルト・フォン・ルントシュテット元帥にライン川東部へ軍を撤退させることを禁じ、全軍に死守を命じた。
氾濫が収まり、2月23日に米第9軍がルール川の渡河を終えるまでに他の連合軍部隊はライン川の西岸に近づいていた。ライン川の西岸に展開していたドイツ軍の各師団は分散し、約28万人の捕虜が捕らえられ、さらに120,000人が戦死、負傷、または行方不明になった:88。

### ケルンの占領

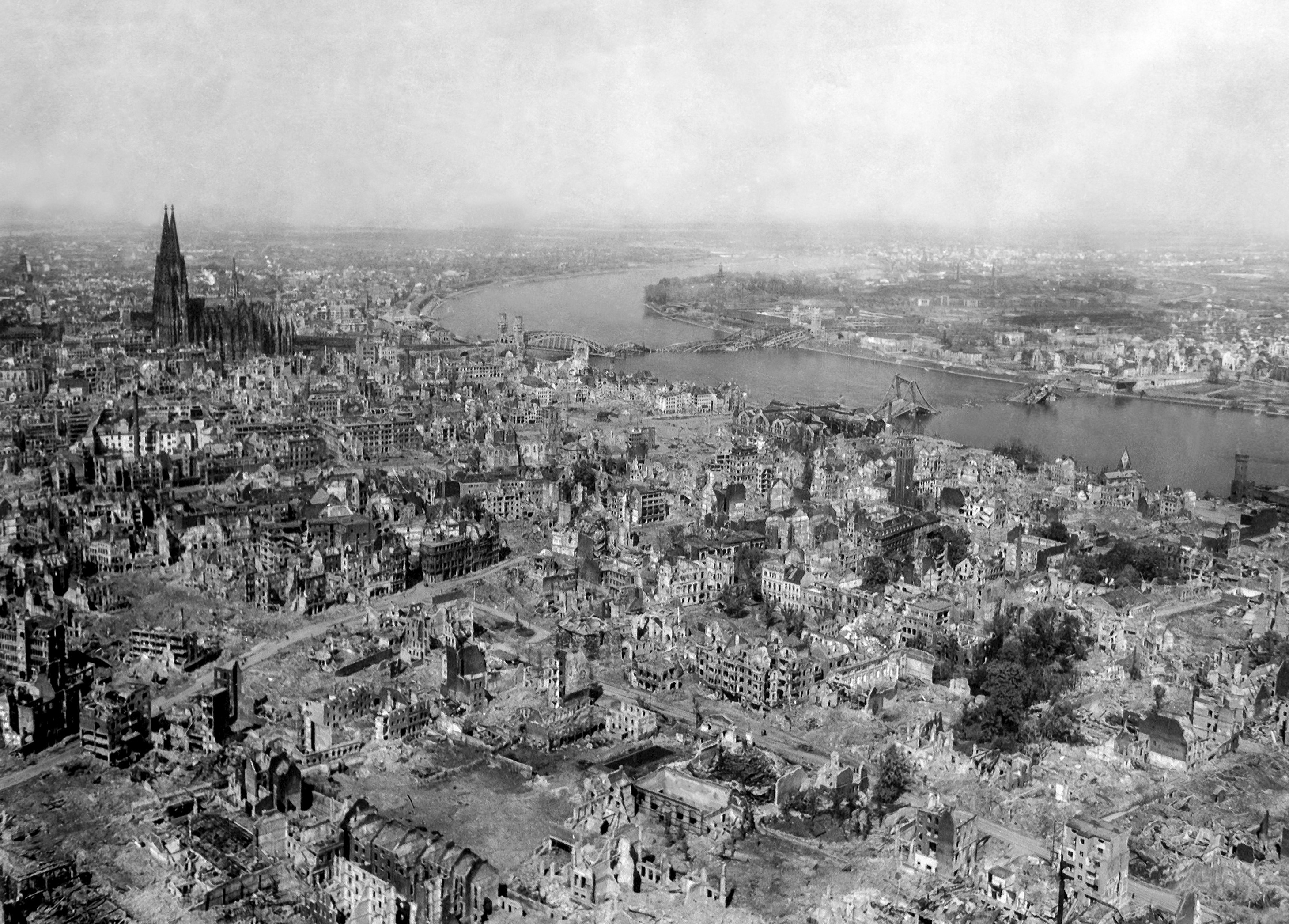
ケルンのホーエンツォレルン橋（中央）は3月1日、アメリカ軍が攻略する前にドイツの工兵部隊によって破壊された。

第9機甲師団司令官のジョン・W・レナードen少将は、3月6日、第3軍団en司令官のジョン・ミリキンen少将から電話でルーデンドルフ橋について「地図上に黒い線が見えるだろう。もし君があれを奪うことができれば、君の名前は歴史に残るだろう」と電話で言われた。
2月末、第3軍団の高射砲士官であるチャールズ・G・パターソン大佐は、旅団やグループの司令官を集めた会議を開き、運良く橋を無傷で奪うことができた場合の対処法を話し合った。3月2日、ミリキンはレナード・E・エンゲマン中佐が指揮する第14装甲大隊を北側に配属し、第1師団に所属させた。第9装甲軍の戦闘司令部Bはエアフト川（de）に向かって攻撃し、戦闘司令部Aはアール川（de）に向かって前進した。その後、南下してレマーゲンとジンツィッヒを攻略し、パットンの第3軍と合流する予定であった。ボンの南に位置する第一軍の右翼では、第9装甲師団が迅速に動き、ライン川に近づくほど急速に前進したため、この進撃の速さはドイツ軍を驚愕させることになった。
第1軍がケルンを攻略し、ライン川西岸に到達すると、連合軍の作戦の大きな成功として迎えられたが、第3機甲師団が到着する少し前の3月6日にドイツの工兵部隊がホーエンツォレルン橋を落としてしまった。

### 橋頭堡の確保
アイゼンハワー将軍は、ライン川を渡るための正確な地点の選択について将軍たちにある程度の自由裁量権を与えていたが、ライン川の谷間が比較的広くなっている2つの地域を有利とみていた。1つは北のケルンとボンの間、もう1つは南のアンダーナッハとコブレンツの間である。どちらも課題はあるものの、アウトバーンや、フランクフルト・カッセル回廊につながるラーン川流域へのが比較的早くできる。最も評判が悪かったのは、レマーゲンの鉄道橋周辺の交差点であった。レマーゲンの南にあるアール川の上流の合流点は、レマーゲンでの幅270mのライン川にかなりの速度と乱れを加えていた。
レマーゲン周辺のアメリカ軍は、ライン川を渡ることさえ想定していなかったという:14。地理的には、橋の北西はライン川の東岸にある浅い突出部に位置していた。西側からレマーゲンの町に入る主要道路は1本しかなく、その道路は通常の連合軍の補給路とは平行していなかった。兵站上の観点から、橋の位置はアメリカ第1軍の南側の前線付近に位置しているという悪条件であった。橋の東側の地面は川から急に高くなっており、内陸部では急勾配の地形と溝が、前進する装甲部隊に対して自然の要害となっていた。荒れた森林のヴェスターヴァルト（de）の森は、ライン川から500mほど内陸に向かって200～400mまでに渡っていた。東側の主要な道路網は非常に限られており、川沿いの道と2つの狭い山道のみで、いずれもドイツ軍によって簡単に封鎖されていた。

### ドイツ軍の防御

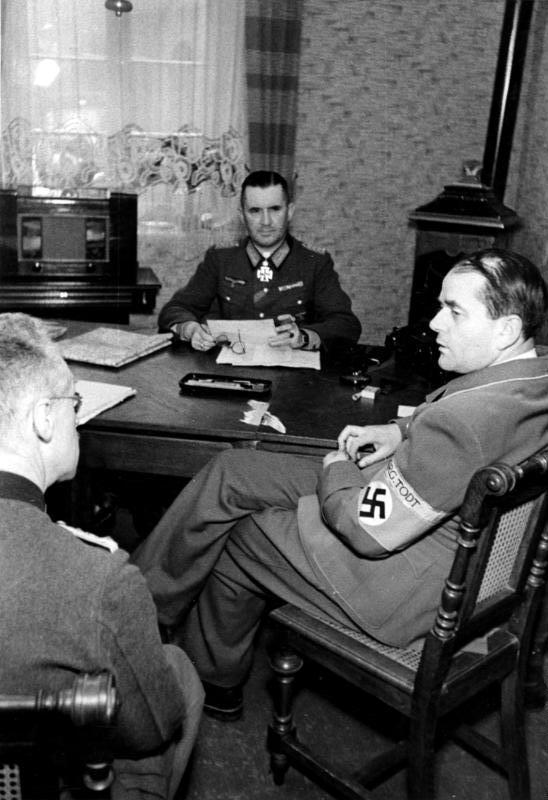
グスタフ・フォン・ザンゲン歩兵大将（中央奥）アルベルト・シュペーア軍需大臣（右）。

グスタフ・フォン・ザンゲン（de）歩兵大将指揮下のドイツ第15軍は、連合軍がライン川を渡るにはアール川付近のラインバッハ（de）渓谷の開けた地形を利用すると考えていた。ザンゲンは、この渓谷が連合軍の作戦行動のための自然な漏斗になると考えていた。ザンゲンはB軍集団司令官のヴァルター・モーデル元帥と議論し、「アメリカ軍がこの穴を利用してライン川に向けて戦車を進ませないとは愚かだ。彼らはこの谷のような水の流れを利用すると思う」と主張していた。ザンゲンはライン川沿いの町、シンツィヒとレマーゲンがアメリカ第1軍の標的になるものと考えており、ザンゲンは西方の壁にある部隊から2個軍団を撤退させ、ルーデンドルフ橋を守るためにレマーゲンに配置することでこれを阻止しようとモーデルを説得しようとしたが、失敗した。

### ドイツ軍司令部の混乱
2月から3月上旬にかけて、ドイツ軍によるライン川渡河の指揮系統は何度も変更されており、アメリカ軍のライン川進攻以前はライン川に架かる22本の橋と25本の鉄橋は軍管区（Wehrkreis）の管轄下にあった。ここからの報告は陸軍司令部ではなく、武装親衛隊（Waffen-SS）の司令部に報告されていた。2月、ルーデンドルフ橋は第6軍管区から第12軍管区の管轄下に入った。
2月下旬よりドイツ軍は後手に回っており、連合軍の進撃を食い止めようといくつかの指揮系統の変更を試みていた。ルーデンドルフ橋を含む橋の管理は陸軍に移されたが、軍管区の将校らは指揮権を維持しようと度々、介入を行っていた。橋の周辺の防空部隊は陸軍、軍管区、武装SSの司令部ではなく、空軍の司令部へ報告を行うものとなっていた。
アメリカ軍によるグレネード作戦（en）の最中の3月1日、第5装甲軍と第15軍は橋の防衛任務を交代した。第53軍団の司令官ヴァルター・ボッシュ（de）中将はレマーゲン地域の防衛を任されていた。ボッシュは部隊を視察するためにラインラントを訪れたが、3月5日の時点でルーデンドルフ橋の防衛にあたっていたのはわずか36人で、そのほとんどが負傷から回復した兵士であり、数人の工兵と高射砲部隊が存在するだけであった。ボッシュは鉄橋守備隊指揮官であるヴィリー・ブラトゲ（Willi Bratge）大尉に、橋を守るために一個大隊を送ることを約束したが、その約束は守られなかった。また作業員や追加の爆薬、無線機、工具なども要求したが、多くは届けられず重対空大隊の増援も約束されていたが、それも到着はしなかった。
3月6日の時点で、第9装甲部隊はすでにライン川から14 kmしか離れていなかった。同日、ボッシュは、橋の詳細を後任のリヒャルト・フォン・ボスマー大将に報告することができず、また、ボスマーはボンの防衛に集中していたためレマーゲンを訪れることができなかった 。代わりに3月6日の夜、レマーゲンに連絡将校を派遣したが、アメリカ軍の急速な進撃に巻き込まれ、誤って戦線に侵入し捕らえられた。
3月6日の夜、撤退するドイツ軍からアメリカ軍がレマーゲンに近づいているとブラトゲに連絡が入ると、ブラトゲはボッシュに連絡を取ろうとしたが、ボッシュがすでに転身していることを知らなかった。
ヒトラーは、ジークフリート線を何としても維持するようにとの命令を出しており、これは、連合軍が国境の要塞などを急速に突破したことで、ドイツ軍の通信、指揮系統、ライン川西岸の防衛全体が混乱していたためであった。ライン川の東側に撤退して再編を行うのが自然であったが、ヒトラーは撤退を絶対に許さず、失った領地を取り戻すことに固執し、理不尽な要求を突きつけていた。包囲される可能性のある部隊は、より防御力の高い場所に退却することができなかった。また、軍法会議による銃殺から逃れるために、司令官たちは報告書の改ざんなどを行っていた。或いは、誰かに責任を転嫁するために、現実的に実現できないような命令を下すなどの行為が横行していた。既に疲弊しきったドイツ軍は定められた地域にとどまることができず、ましてや奪回の余地もなく、その結果、アメリカ軍のライン川への進出を更に許すことになった。

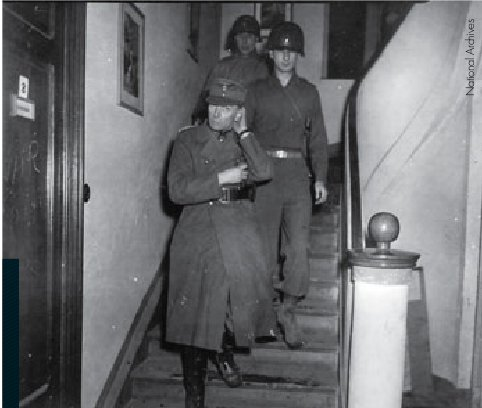
米軍の捕虜となったエドウィン・ロートキルヒ大将

3月6日、レマーゲン地区を担当していた第53軍団司令官エドウィン・ロートキルヒ（de）騎兵大将がアメリカ軍の戦線に迷い込み、捕らえられた。このような混乱の中、第12軍団の新司令官であるオットー・ヒッツフェルト（de）歩兵中将は、3月7日の午前1時にルーデンドルフ橋の防衛を担当するよう命じられた。ヒッツフェルトは、副官のハンス・シェラー（Hans　Sheller）少佐をレマーゲンの指揮官として派遣し、シェラーは午前3時に8人の無線部隊を引き連れて出発したが、64kmに渡る道中でアメリカ軍の戦車を迂回しなければならず、移動車両がガス欠になり、さらに迂回して燃料を補給しなければならなかった。ブラトゲ大尉は、シェラーが指揮を執ると報告を受けたとき、最初は安心していたが、その後、ボッシュが送ると約束していた大隊をシェラーが連れていないことを知った。

### 橋の防衛
3月6日、ルーデンドルフ橋を見下ろす高さ180mのエルペル（de）の丘の上に配置されていた第3高射砲軍団（III Flak Korps）の高射砲部隊は、空軍からコブレンツの防衛に協力するよう命じられていた。この補充部隊は自動車化されておらず、レマーゲンの郊外に配置されていた。
3月6日から7日の夜、アメリカ軍がライン川に向かって進撃してくると、高射砲部隊の隊員14名が脱走した。ブラトゲは3月7日に橋の上で小銃を操る高射砲部隊を見て、初めて補充部隊の存在を知ったという。アメリカ軍の到着が間近に迫っていることを知っていたブラトゲは、怒りを込めて空軍司令官に兵器をできるだけ早くエルペルの頂上に集めさせるように要求したが、最初のアメリカ軍が到着した午後2時にはまだ部隊は配置されていなかった。
ブラトゲはわずか36名の元負傷兵を指揮していたが、中には武器を操ることができない者もいた。橋は、カール・フリーゼンハーン（Carl Friesenhahn）工兵大尉の指揮する125名の工兵中隊、180名のヒトラーユーゲント、200名の空軍高射砲部隊、Hs 297 (ロケット)装備の第3対航空機訓練および試験師団（ロケット部隊）の20名、120名の東方義勇部隊（de）の「志願兵」、約500名の国民突撃隊の合計約1000名の部隊によって守られていたが、これらのほとんどは、装備が不十分で訓練もなされていなかった。

#### 守備隊の編成
- 橋梁保安中隊（Brückensicherungs Kompanie） － 第80擲弾兵補充・訓練大隊（Grenadier Ersatz und Ausbildungs Bataillon 80）の回復中隊（Genesenden Kompanie）から編成
- 第12郷土工兵連隊/第3大隊（Landespionier Regiment 12）
- 第715（軽）高射砲大隊/第5中隊（5. Batterie/leichte Flak Abteilung 715） － 橋の西岸地域に布陣
- 第971（軽）高射砲大隊/第3中隊（3. Batterie/leichte Flak Abteilung 971） － 橋の東岸地域（エルペル丘陵）に布陣
- その他、国民突撃隊など

3月6日、第277国民擲弾兵師団の最後の800人の部隊が橋を渡り、3月7日の朝、ドイツ軍の工兵たちは、車両が橋を渡れるように木の板を敷設した。ブラトゲ大尉は橋を渡っていく兵士たちに残って共に橋を守るように説得しようとしたが、ほとんどの兵士は撤退することしか考えていなかった。当時のドイツの防衛ドクトリンでは、大部分の部隊を前線に配置し、後方を補強するために最小限の部隊を残すことになっていた。

### 橋の発見
3月7日の午後、レナード・エンゲマン（Leonard Engemann）中佐はエンゲマン支隊を率いて、ライン川沿いの人口約5,000人の小さな村、レマーゲンを攻略する目的で向かった。戦闘指揮所Bに所属するこの部隊は、M8軽装甲車とM3ハーフトラックを装備した第89偵察隊C部隊、マレー・ディーバース（Murray Deevers）少佐が指揮するM3ハーフトラック装備の第27装甲歩兵大隊（第27AIB）のA中隊、ヒュー・モット（Hugh Mott）中尉率いる第9装甲工兵大隊（第9AEB）B中隊の1小隊、そして3つの中隊で構成されていた。ヒュー・モット中尉率いる第9装甲工兵大隊（第9AEB）B中隊の1小隊、第14戦車大隊（第14TB）の3中隊である。A中隊（22歳のカール・ティンマーマン中尉）、B中隊（ジャック・リードケ中尉）、C中隊（ウィリアム・E・マクマスター中尉）の3中隊である:54–56。
第14TBの3つの戦車中隊はそれぞれ3つの小隊で構成されていた。ジョン・グリムボール（en）中尉が率いる第14TBのA中隊の第1小隊には、最新の大型戦車M26パーシングが5両割り当てられていたが、3月7日には4両しか運用されていなかった。他の小隊はそれぞれM4A3シャーマン戦車5両を装備しており、中隊にはさらに3両のシャーマン戦車を装備した指揮部隊もあった 。彼らの命令はレマーゲンの町を攻略し、パットンの第3軍と合流するために南下することだったが、ルーデンドルフ橋に関する具体的な指示は与えられていなかった。
12時56分、第89偵察隊の隊員がレマーゲンの北側の村を見下ろす丘に到着し、ルーデンドルフ橋がまだ架っているのを見て驚いた。これはライン川にかかる3つの残りの橋のうち、ドイツ軍がまだ破壊していない橋の1つであった。ティマーマン中尉とグリムボールは自分の目で確かめるために丘の上の偵察隊に続き、支隊司令官のエンゲマンに無線で伝えた。高台に到着したエンゲマンは、退却するドイツ軍の車両と部隊がレマーゲンの通りを埋め尽くし、兵士、民間人、車両、家畜までもが橋の上に向かっているのを見渡すことができた。今ではすべての人が橋を使わざるを得なくなっており、ブラトゲ大尉は橋の西側で橋の通行を指示していた。ティンマーマンはドイツ軍の退却を遅らせるために近接信管を使って橋を砲撃するように要求したが、砲兵司令官は米軍が砲弾に当たらないとは限らないという理由で拒否した。

## 橋における戦闘

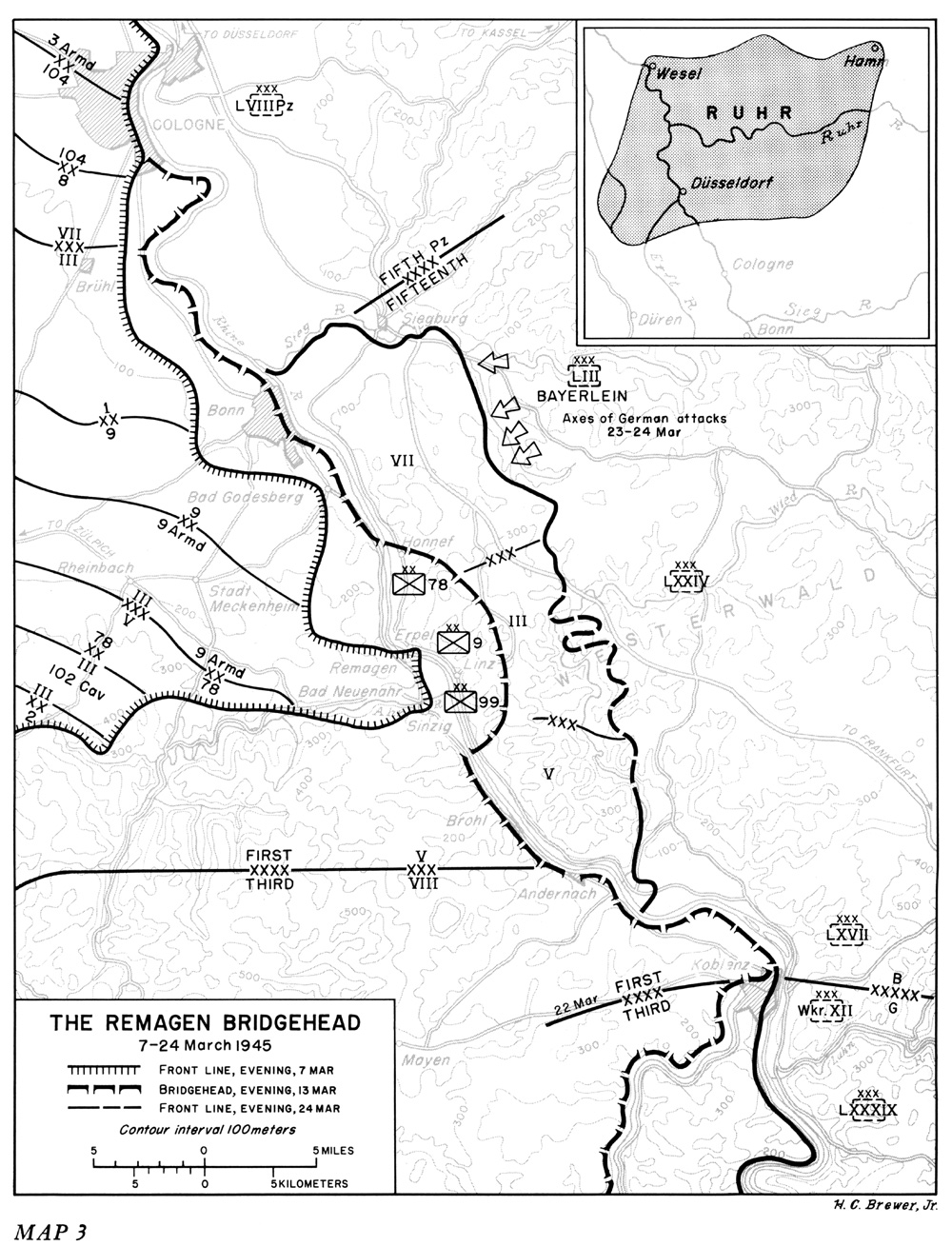
レマーゲン橋頭堡の地図（1945年3月7日～24日）。

戦闘司令部Bの作戦担当官ベン・コトラン少佐が到着し、橋がまだ残っていることを確認すると、第9装甲師団戦闘司令部Bの指揮官ウィリアム・M・ホーゲ准将に無線で連絡した。ホーゲの部隊はすぐに合流し、攻略を慎重に考えていたエンゲマンに、ホーゲは「すぐに町に移動して、一刻も早く橋を奪え」と命じた。ティマーマンは前夜、A中隊長に昇進したばかりで、エンゲマンは彼と彼の歩兵中隊をA中隊/第14戦車大隊の支援を受けてレマーゲンに入るよう命じた。ホーゲは東岸のドイツ軍の数と規模に関する情報を持っておらず、立っている橋は罠とみていた。ドイツ軍が橋を破壊する前に米軍に渡らせ、東岸の米軍を孤立させてしまえば、ホーゲは兵力を失う危険性があったが、この機会を逃すわけにもいかなかった。
大隊長のマレー・ディーバース少佐はティマーマンに「中隊を橋に渡せると思うか」と尋ねた。ティマーマンが、「まあ、やってみましょうか」と答えるとディーバースは「やってみろ」と答え、「もし、橋が吹き飛んでしまったら？」とティマーマンが続けて尋ねたが、ディーヴァースは何も答えなかった。
午後1時50分、A/27/9 AIBの部隊は町へ向かって出発し、その30分後、エンゲマンはA/14/9 AIBの17輌の戦車を率いて前進した。両者はほぼ同時に到着し、軽い抵抗を受けながらもレマーゲンの町を素早く通過した。ドイツ軍は町の防衛を国民突撃隊に頼っており、レマーゲンへの道路には、対戦車用の壕や地雷、有刺鉄線、塹壕などはなかったという。いくつか建設された防御陣地は、戦車を阻止するには弱すぎるか、開けた地形に設置されており、彼らが建設したバリケードは車両が通過するのに十分なスペースを確保していた。唯一手を焼いたものは、町の広場の上に歩兵が配置した機関銃で、パーシング戦車がすぐにこれを退けた。比較的妨害を受けずにアメリカ軍は橋の西端に到着し、戦車は橋の東岸を攻撃し始め、川に平行する線路の貨車に取り付けられた機関車を破壊した。
午後3時頃、アメリカ軍はレマーゲンの近郊で捕らえられたドイツ兵から、橋の破壊が午後4時に予定されていることを知り:214 、ティマーマンは煙幕を張るために燃える白リン弾をエルペルに撃ち込むよう砲兵に要請した。

### ドイツ軍による橋の爆破
アメリカ軍の部隊がレマーゲンを見下ろす尾根に到着した直後、町の近くの西岸にいたドイツ軍は、敵の装甲部隊の接近を警戒し、橋を渡って急いで戻ってきた。ブラトゲは一刻も早く橋を破壊したかったが、彼はまず午前11時15分に指揮を執ったばかりのハンス・シェラー少佐から書面による許可を得なければならなかった。アメリカ軍が到着する頃には、国民突撃隊のほとんどが降伏してしまい、ドイツ軍の主力はライン川の東側に残されていた。書面による許可が必要だったのは、1944年10月14日から15日にかけて、アメリカ軍の爆弾がケルンのミュールハイム橋の解体装置を収めた部屋を直撃し、橋を早々に破壊してしまったからである。この事件に激怒したヒトラーは、「責任者」を軍法会議で処罰するように命じた。ヒトラーはまた、連合軍が橋の8km以内に入った最後の瞬間まで解体用の爆薬を設置してはならないと命じた:548。
橋は担当将校からの書面による命令の後にのみ、可能な限り最後の手段として解体されるべきである、という命令により、橋の破壊を担当する将校は橋をすぐに爆破した場合と、まったく爆破できなかった場合の結果について神経質になっていた。
シェラー少佐は、橋の防御が不十分であることを知り、5人の兵士と機関銃を搭載した車など、通りすがりのドイツ軍部隊を登用しようとしたが、多くは無視したまま橋を渡り相手にされなかったという。シェラーは、橋を守れないと判断し、破壊しようとしていたが、カール・ペータース中尉が橋を渡るための時間延長を訴えた。ペータースは第3対航空機訓練および試験師団の指揮を執っていたが、この部隊は新開発の極秘兵器Hs297を装備していた。これは24発の高速対空ロケットを驚異的な精度で発射することができ、ペータースはそれが敵の手に渡ることを許さなかったためである:214。シェーラーは砲兵が不足していることを知っており、爆薬を設置するのを一旦、中止した:215。
カール・フリーゼンハーン工兵大尉は工兵及び艦橋の指揮官であり、解体用の爆薬を担当していた。ブラトゲ大尉は600kgの軍用爆薬を要求していたが、3月7日の午前11時には要求された量の半分の300kgしか受け取っていなかった。さらに悪いことに、主に鉱山で使われる硝酸アンモニウムベースの工業用爆薬である「ドナリット」が送られてきたことがわかった。他に選択肢がなかったため、ブラトゲは爆薬のすべてを橋の南東の橋脚に設置するように命令した。午後2時、アメリカ軍の最初の部隊が橋の西側に近づくと、ドイツ軍の工兵部隊は堤防と橋をつなぐアーチの下で爆薬を爆発させ、戦車や歩兵の動きを鈍らせることを期待して、道路に9.1mのクレーターを作った:1642。シェラーとブラトゲは、起爆装置を制御する電気スイッチがある鉄道トンネルに入り、フリーゼンハーンは彼らの後を追ったが、トンネルに入る前に爆発した砲撃により気を失った。15分後、気を取り直したフリーゼンハーンはそのままトンネルへ向かった。一方のブラトゲは、フリーゼンハーンに橋を爆破するように叫び、フリーゼンハーンはエルペルの丘の下、ほぼ90°に曲がった長さ370mのトンネルの向こう側にいるシェラーから書面で命令を受けなければならないと答えた。ブラトゲは走ってシェラーを探しに行き、書面で命令を受け、フリーゼンハーンに爆薬を爆発させるように言って戻ってくると、今度はフリーゼンハーンがブラトゲに書面で命令を下すように要求した:215。

### 橋を渡るアメリカ軍

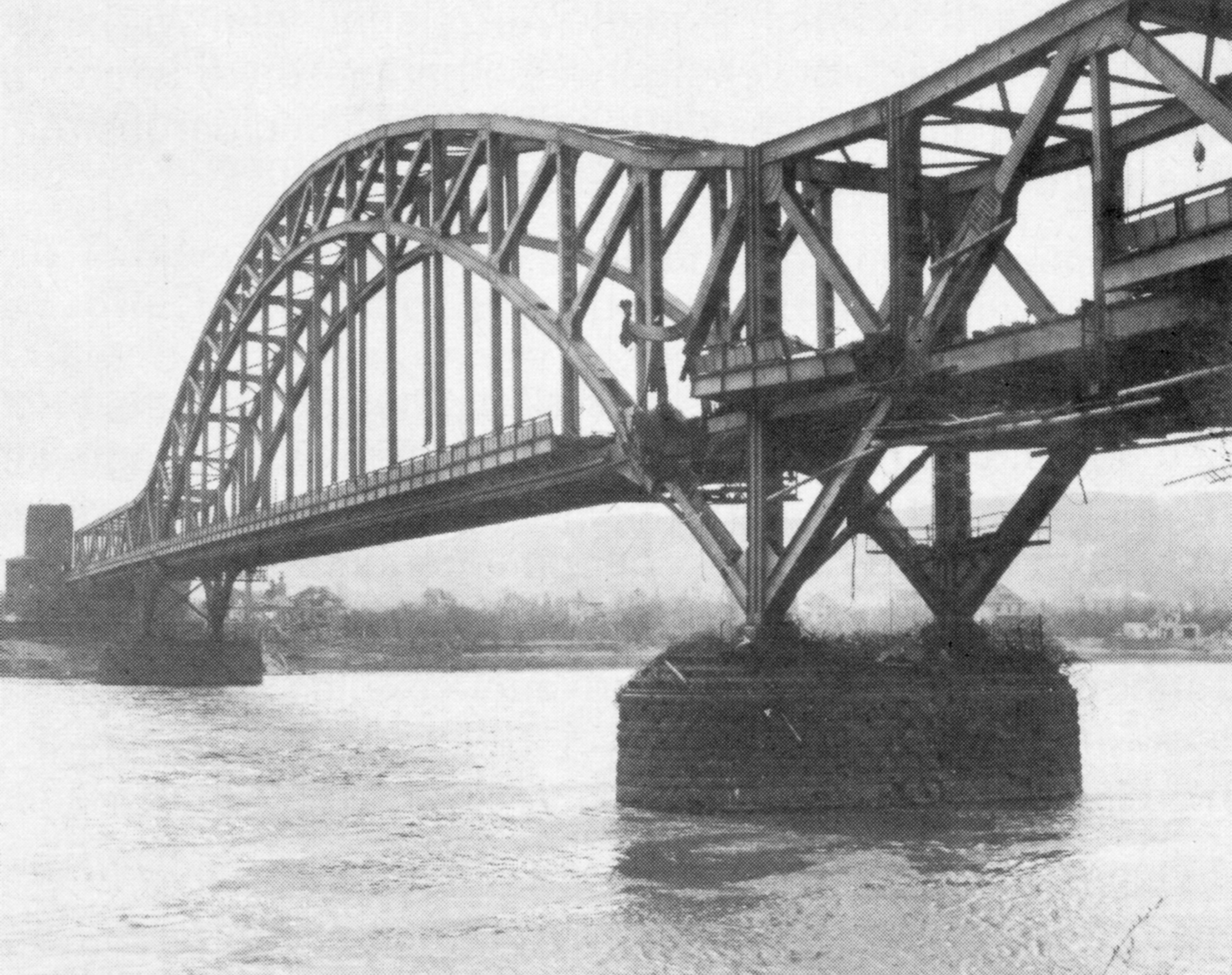
破壊を試みた直後の北東岸から撮影されたルーデンドルフ橋。300kgの弱い工業用爆薬は、東側の歩行者用通路の一部と橋の北側を支える主トラス（上の写真）の9.1mの部分を破壊しただけであった。

橋の西側を守る塔にいたドイツ軍の機関銃部隊が、前進するアメリカ軍に向けて攻撃した。午後3時20分、フリーゼンハーンは起爆装置の最後の接続を行い、ハンドルをひねったが、何も起こらなかった。フリーゼンハーンもブラトゲも、橋の破壊に失敗すれば自分たち個人やドイツの防衛状況に悲惨な結果がもたらされることを知っていた。フリーゼンハーンは砲撃で電気回路が壊れていないかと判断し、修理の志願者を募ったが、機関銃や戦車の砲撃で時間が足りないと説得されてしまった。
アントン・ファウスト（Anton Faust）伍長は、エルペル丘の下のトンネルから出て東側の桟橋に取り付けられた爆薬のプライマー・コードに手動で点火することを自ら引き受けた。ファウストは敵の発砲、戦車の砲弾による爆発、煙、霞の中を82m走り、プライマーに火をつけ無事、トンネルへと戻った:216。

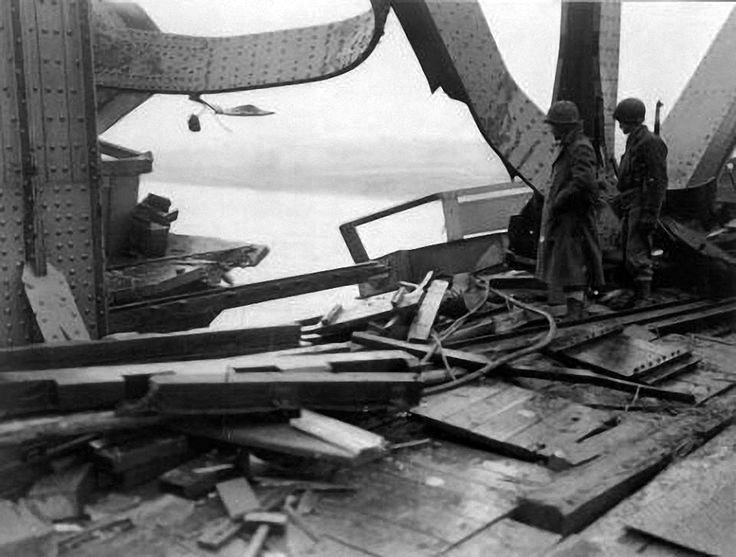
東側桟橋に残ったドイツ軍による爆破解体の失敗の跡

午後3時50分、ドイツ軍が橋を爆破する予定だと思われる10分前に、第14戦車大隊A中隊は、橋の路面と石橋脚からドイツ軍の守備隊を撃退し、戦車部隊は対面した東岸の高射砲部隊と交戦した。中隊長のティマーマン2等中尉は、彼らがいると橋が破壊される危険性があるにもかかわらず、27AIBからの戦力不足の分隊を橋の西側に導いた。
アメリカ軍が近づくと同時に、ファウスト伍長が二つ目の爆薬を作動させた。橋の3分の2を占める南東の桟橋の装薬だけが爆発していたが、弱い工業用爆薬では、堅牢な鋼鉄製の橋を破壊することはできなかった。爆発は橋脚の上のレールを覆う板に大きな穴を開け、鋼鉄製の支持桁の一部をねじり、橋の南、側を支えるトラスに9.1mの隙間を作っただけであった。ティマーマンはドイツ兵が走り回るのを見て、2回目の爆破の準備をしているのだと思い、第1小隊の部隊は、橋の西岸の2つの塔を制圧し、2人の機関銃兵を捕らえた。彼らはその後、橋を渡る部隊のために塔から援護射撃を行った。
ティマーマンは部下の半分を、対岸の塔からのドイツ軍による機関銃攻撃が最も激しい南側に配置し、援護射撃を行った。マイク・チンチャー（Mike Chinchar）軍曹は歩兵小隊を率いて、橋の柱から柱へと身をかわしながら橋の左側のキャットウォークを降りていった。ティマーマンは不意にヒュー・モット中尉率いる2/B/9 AEBからの3人の分遣隊と合流し、ユージン・ドーランド（Eugene Dorland）軍曹とジョン・レイノルズ（John Reynolds）軍曹を伴って橋の下に登り、残りの解体用爆薬につながるワイヤーを切断し始めた.。
橋の上の線路は木の板で覆われており、車が通れるようになっていた。橋の上に展開していたアメリカ軍は、東岸の一部水没したボートに隠れているドイツ軍の狙撃兵や、橋の対岸の塔からのMG42機関銃による攻撃、さらにエルペル丘の家屋からの攻撃を受けた。第14大隊のシャーマン戦車が狙撃兵の隠れているボートを破壊し:11、すべての戦車が対岸への砲撃に加わり、歩兵が橋と東側を機銃掃射で覆うと、地上部隊が橋に乗り込むことに成功した。戦車は歩兵への火力支援に成功し、ドイツ軍の陣地からの砲撃を抑えた:11。

### アメリカ軍による橋の確保

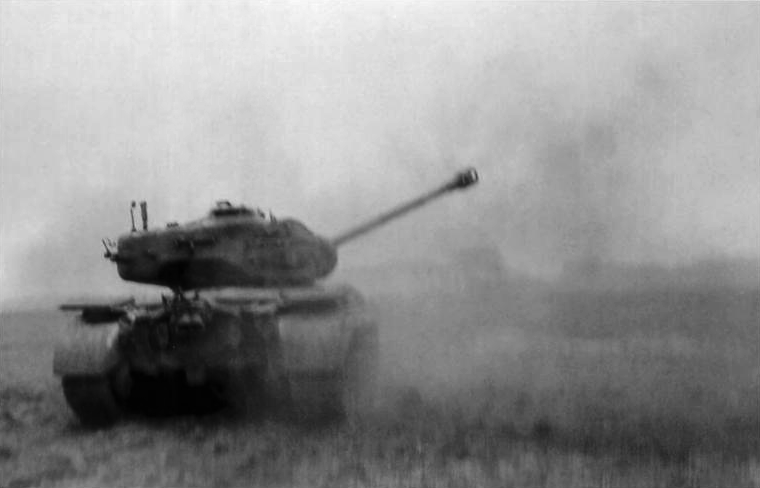
対岸のドイツ軍陣地に対するM26パーシングによる砲撃。

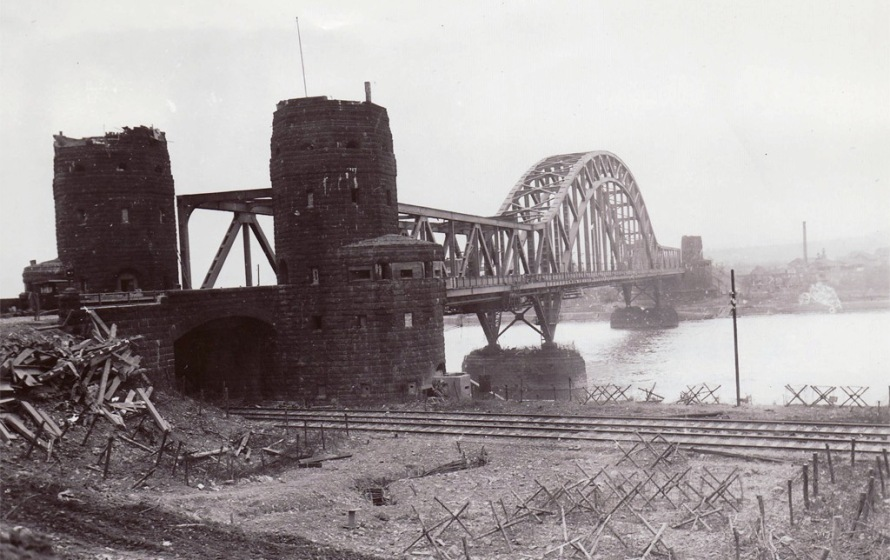
アメリカ軍に占領されたライン川西岸より撮影したルーデンドルフ橋。

対するアメリカ軍は、橋の上や下でドイツ軍の機関銃や小銃による攻撃をかわしながら敷設された爆薬の解体を護衛しつつ、橋の破壊を試みるドイツ軍への陽動を行っていた。ティマーマン中尉は、爆薬を取り除く部隊の中にいた。従軍記者のエベレット・ホレスは、ティマーマンが爆薬を取り除く様子を著書『Unconditional Surrender（無条件降伏）』にこう記している。 
ドラビックは、ドイツ軍が橋を爆破しようとしたときに一度だけ中断しただけで、長さ117mの橋をすべて走りきった。また、ドラビックの部隊は他の兵士とともに爆発で沈んだ埃や煙の中を走って橋の東側を確保していた。アメリカ軍は15分足らずで橋を渡って東岸に辿り着き、ドラビックとその全分隊は怪我なく橋を渡りきった Drabik and his entire squad made it across the bridge without injury.。ドラビクは後にこう語っている。

### 橋の守備隊の投降

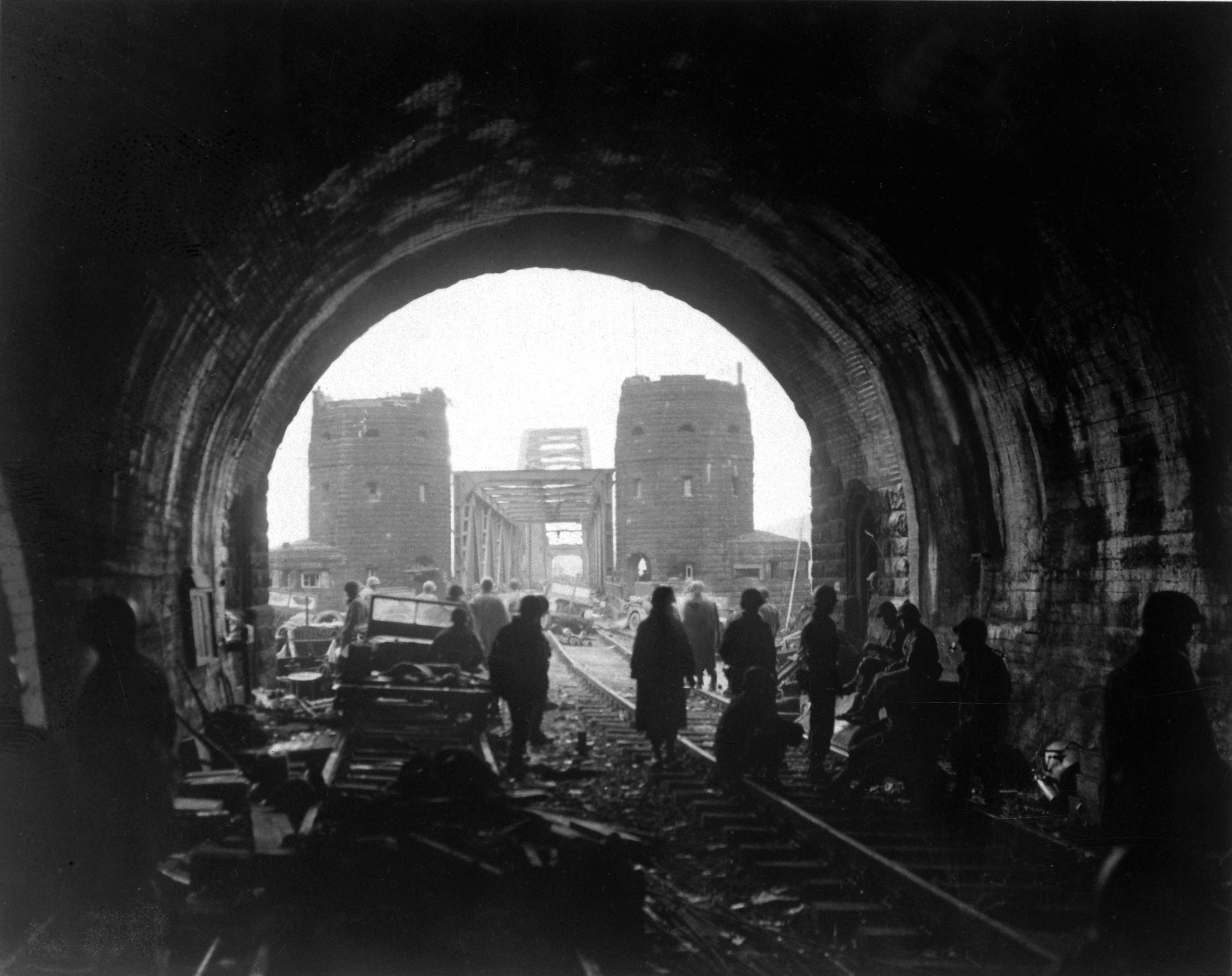
アメリカ軍によって占領された橋とトンネル。

ジョー・デリシオ軍曹はドイツ軍の激しい銃撃の中を駆け抜け、ティマーマン中尉らがそれに続いた。ブラトゲ大尉はアメリカ軍を橋の対岸へ撃退するために反撃を開始しようとしたが、アメリカ軍戦車の砲撃がそれを阻止していた。シェラーを探したが、すでにトンネルの奥から逃げ出していた。ティマーマン中尉は、彼らの位置から約160キロ離れたフランクフルト・アム・マインに生まれ、橋を渡った最初のアメリカ人将校であった。それに続いてドーランド軍曹も対岸に到達し、主解体用の部品を破壊した。デリーシオ軍曹は東側の塔でドイツ軍の機関銃兵を制圧した。A/27 AIBの残りの隊員は彼らに続き、東岸を最初に確保した後、モット中尉は第9工兵隊B中隊を率いて橋の上にある多くの解体用爆薬を見つけて排除した。エメット・バローズ中尉率いる小隊はエルペル丘へ登り、狙撃兵を排除した後、砲兵と迫撃砲による集中攻撃を受けた。その後、町へ向かって丘を下り、鉄道トンネルの奥の入り口まで登った。トンネルの中で、ブラトゲは手の空いている者を集めて、オスブルク（de）方面への脱出を図ろうとしたが、アメリカ軍がすでにトンネル両方の入り口を制圧していることに驚いた。アメリカ軍は機関銃を乱射し、手榴弾を投げ込み、少年1人が死亡し、数人の市民が負傷した。彼らはブラトゲに抵抗をやめるように呼びかけると、ブラトゲが自ら白旗を掲げてアメリカ軍に降伏した。残っていた工兵部隊や療養中の兵士も彼らの後に続き、トンネル内で捕らえられたのはフリーゼンハーンとブラトゲの2人だけだった。
モット中尉と彼の2人の軍曹は、橋脚の1つの上に約160kgの不発弾を発見した。彼らは主爆薬に接続するワイヤーを含む鉄パイプの1つが、おそらく砲撃によって切断されていることを発見した。また、TNTの230kgの解体用爆薬が、雷管が故障したときに爆発しなかったことを発見した。ポーランド人の作業員は後に、別の作業員が雷管をいじったと証言した、彼らの主張は検証できなかったという:226。
アメリカ軍はその後、ドイツ軍により敷設された爆薬などを集中的に捜索し、橋脚の中の井戸でさら640kgの爆薬が発見された。

## 橋の占領

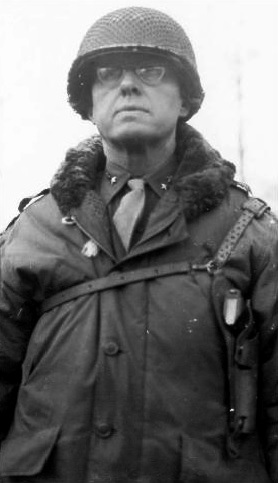
第9機甲師団司令官、ジョン・W・レナード少将。

橋を渡るアメリカ軍の記録映像。

第3軍団の指揮官であるジョン・ミリキン少将は、第9機甲師団のジョン・W・レナード（en）少将に、ライン川の西岸、アール川を渡り南にある第9AIDのA隊を指揮し、パットンの第3軍と合流するように命じていた。ホーゲは橋を渡ったり占領を行う命令を受けていなかったが、独断で橋頭堡を強化するために橋を渡ってそれらの部隊を指揮することに決めた。

### 橋頭堡の建設
橋が占領された後、第276工兵大隊の工兵、および第1058敷設部隊の専門の溶接工と鉄鋼作業員は、戦闘による橋の損傷を修復し、甲板の穴を埋める作業をすぐに開始した。
3月8日の午前4時30分、第1大隊/第310歩兵連隊/第78連隊がルーデンドルフ橋を渡り、次の2日間で残りの部隊が続いた。第78歩兵師団には、第79歩兵師団と第99歩兵師団が橋を渡った。
第7機甲師団の指揮官であるロバート・W・ハスブルック（Robert W. Hasbrouck）少将は、歩兵大隊1個で補強された戦闘隊を、第9歩兵師団の第60歩兵連隊を救援するため、レマゲン近くの地域に直ちに移動するように命令されていた。第310歩兵連隊、第78歩兵師団は、ライン川を越え、第9機甲師団に続いた最初の部隊であった。指揮を効率化するために、すべての部隊は橋を渡る際に第9機甲師団の戦闘隊Bの援護をうけていた。
橋の修理のなかで戦車が通過する際の重量を支えることができるかどうかが問題となったが、作業にあたっていた部隊は120人程の規模であったので橋の補強を急ぐこととなった。深夜、工兵部隊は作業を終え、3月8日午前12時15分、第14戦車大隊所属の9両のシャーマン戦車からなる2個小隊が、工兵が穴の輪郭を描いて残した白いテープに沿って、橋を渡った:504。しかし、後続した第656駆逐戦車大隊所属のM10 (駆逐戦車)はドイツ軍の解体作業で残った橋の甲板の穴にはまり、工兵部隊は、駆逐戦車を川に押し込むことを検討したが、橋をさらに損傷する可能性があると判断された。そのため、彼らは一晩中ジャッキを用いて戦車の移動作業にあたり、午前5時30分にようやく戦車を戻すことに成功した。
橋が作業で封鎖されている間、戦闘隊Bの残りの部隊は徒歩で渡ることになった。橋の東側とエルペルの町は、9台のシャーマン戦車と戦闘隊Bの部隊によって一晩確保されていた:246。アメリカ軍は橋を上手く渡ったが、東岸の足掛かりは脆弱になっており、ドイツ軍はまだ橋と細い橋頭堡の周りの周辺を見下ろす位置を維持しており、もし、48時間以内に集中的な反撃を行うことができたならば、アメリカ軍をライン川を越えて押し戻すことができた可能性があったという:253。

### 橋の倒壊

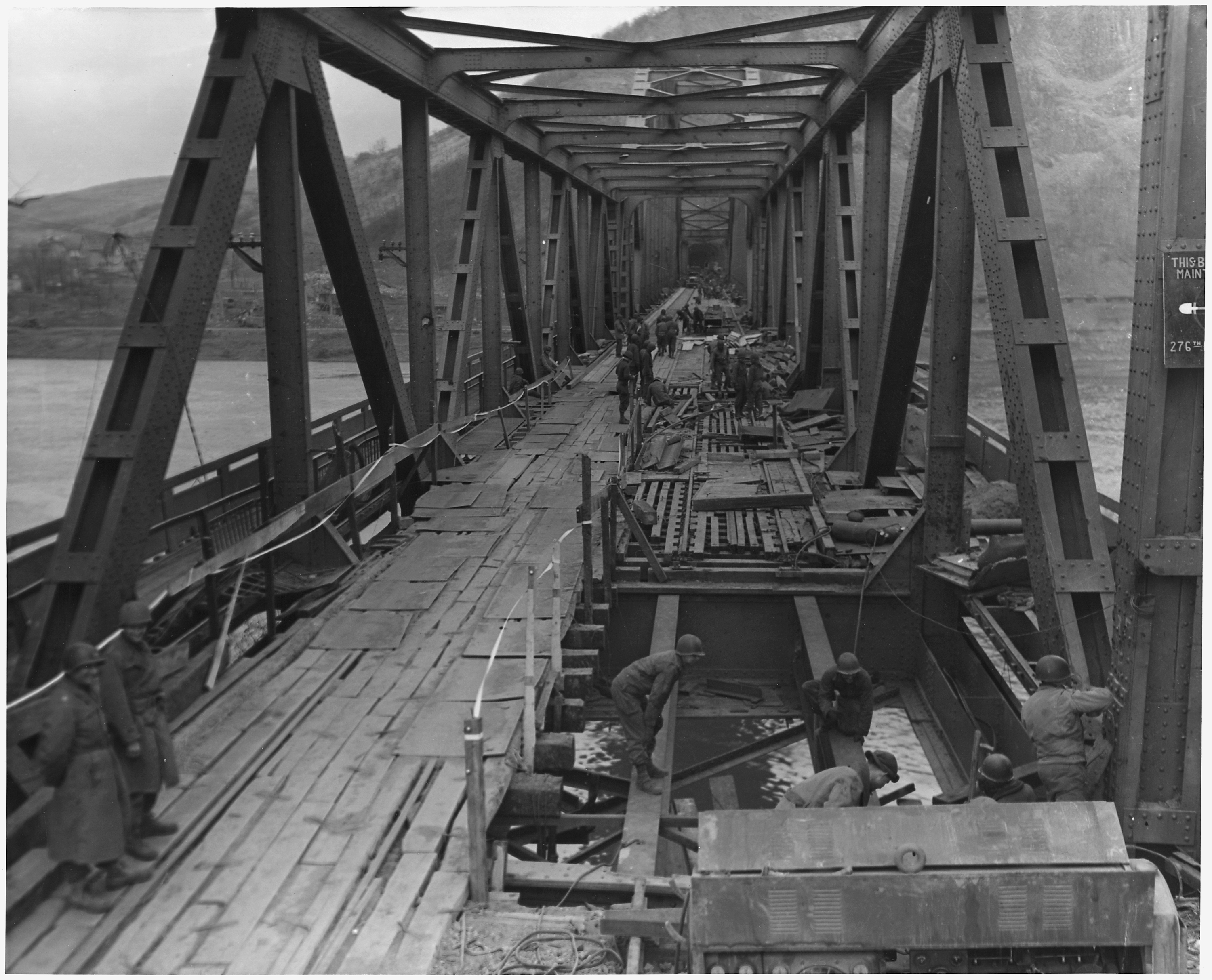
倒壊する4時間前に撮影された橋。

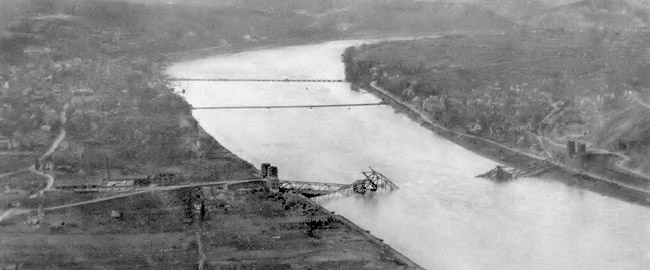
倒壊した橋。

数ヶ月にわたる航空爆撃や砲撃にさらされていた、ルーデンドルフ橋は3月17日の午後3時頃に倒壊した。10日前の占領時から、25,000人以上の兵士と数千台の車両が橋と他の2つの新しく建設された舟橋を渡っていた。
橋の修復作業をしていた工兵は、最初に鋼の軋む長い音を聞いた後、金属の音を伴って、橋の中央部分が突然ライン川に陥没し、両端の桟橋から倒壊したと証言している。この時、約200人の工兵と溶接工が橋の修復作業中であった。
橋の倒壊により28人の工兵が死亡し、63人が負傷した。亡くなった者のうち18人は実際には行方不明であったが、ライン川の急流で溺死したと推定されている。
橋が崩壊してから3時間後、第148工兵大隊は、新たにベイリー橋を建設するように第1軍から命じられた。ベイリー橋はすでに仮設された2本の舟橋に取って代わるべく、建設にかなり長い時間を要しプランダー作戦の行われる3月25日までに完成される予定となった。あらゆる協力の下、3月18日の午後7時30分、ルーデンドルフ橋の下流に舟橋を用いて、予定時刻3月20日午前7時15分よりも1日あまり早く、383mの橋を完成させた。

### 連合軍による進撃
1945年3月22日、バーナード・モントゴメリー元帥によるプランダー作戦が始まる前夜、パットンは第11歩兵連隊、第5歩兵師団を、航空機、砲兵、空挺部隊の助けを借りずに、ニーアシュタインを越えた。彼らは、DUKW水陸両用トラック、米海軍上陸用舟艇、およびタンク用のフェリーを使用した。パットンの本部は「空爆や砲兵の支援を受けずに、3月22日木曜日の夜に第3軍がライン川を渡った」とオマール・ブラッドレー将軍に自慢気に語っている。
3月23日の午後遅くまでに工兵は40トンの舟橋を完成させ、すぐに深さ9.7 kmの橋頭堡を築き、19,000人のドイツ兵を捕らえた。モントゴメリーが嫌っていたブラッドレーは、パットンの成功を聞いたとき、喜んで彼とプランダー作戦の改定にあたり、パットンが支援を受けずにライン川を突破したことをマスコミに発表した:558:71。
3月24日までに米第1軍はライン川を渡り、3個軍団、6個歩兵師団、および3個装甲師団を有しており、約325,000人の兵力となっていた。
こうした連合国の進撃は、ドイツ軍のライン川による本土への防衛の期待を終わらせた。リンブルクを占領した後、第9装甲師団の戦闘隊Bは北への移動中、1日に108km移動し、戦闘隊Aは11時間で110kmの距離を進んだ。3月29日、戦闘隊Aは1,200人以上のドイツ兵を捕らえた。3月31日までに、3週間ルーデンドルフ橋を占領した後、すべてのアメリカ軍部隊はライン川を越えた:475。

## ドイツ軍による反撃
3月7日、ルーデンドルフ橋がアメリカ軍によって占領されると、シェラー少佐は無線や電話で上層部と連絡を取ろうとしたが、どちらも使えなかった。彼は唯一の交通手段である自転車で直接報告に出向き、12時頃に第67軍団司令部に着いた。ブラトゲとフリーゼンハーンの両大尉は、トンネル内にいた部隊と共に既に降伏していた:216。他の部隊との通信がとれなかったため、この地域のドイツ軍は集められる限り、地元の部隊で反撃するしかなかった。しかし、すぐに利用できるような予備部隊はなく、この地域にいたドイツ軍のほとんどはまだ西岸にいてライン川を渡ろうとしていた。
B軍集団の司令官であるモーデルは橋がアメリカ軍に攻略されたことを知らず、この地域の多くの司令官と同様に彼も移動中にあり、モーデルの場合はアダーナッハで第4装甲師団によってライン川西岸に展開していた第6軍団と第7軍団の一部の救出に向かっていた。3月7日の夜、モーデルは連合軍が橋を渡ったことをようやく知り、ライン西岸から第15軍を脱出させることができるまで、第3軍管区の司令官ヨアヒム・フォン・コルツフライシュ将軍に指揮を任せることにした。コルツフライシュは約100名の空軍高射砲部隊、ヒトラー・ユーゲント、国民突撃隊、警察部隊を夜通し攻撃に投入させ、橋の破壊を試みたが、成功はしなかった。

### 相反する命令

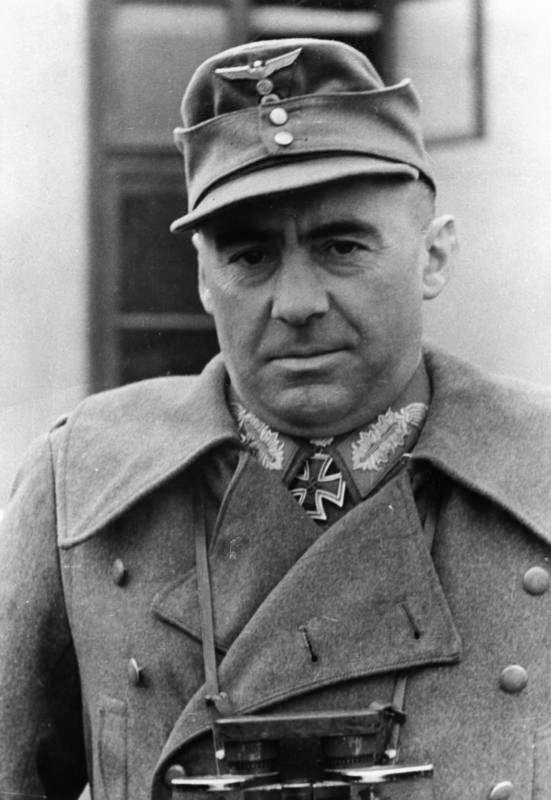
フリッツ・バイエルライン中将 （1944年3月）。

3月8日の朝、工兵の責任者であるヘルベルト・ストローベル少佐は相反する命令を受けた。工兵大将のリヒャルト・ヴィルツは、西岸に孤立したドイツ軍を救出するための渡河作戦を継続するよう命じた。一方、北側の戦闘地域XIIを担当していたクルト・フォン・ベルク大将は、あらゆる兵力を集めて反撃するよう命じた。ストローベルは後者の方法を選び、船に乗っている者も含めて工兵を集め、橋を攻撃して爆破するよう命じた。しかし、ヴィルツ将軍はこれを却下し救助船の運行を再開させた。それを知ったベルク将軍は激怒し、ストローベルは何とか100人ほどの工兵部隊を集めてその日の早朝に橋を攻撃した。爆薬を持った工兵の一部は橋に到達したが、すぐに捕らえられた。

### 反撃の命令と遅れ
ドイツ軍は橋を破壊し、ライン川東岸のアメリカ軍を孤立させることに固執していた。第53軍団の司令官であるエドウィン・ロートキルヒ騎兵大将は3月6日に捕らえられており、3月9日、彼の上司である第7軍司令官ハンス・フェルバー将軍は、フリッツ・バイエルライン中将を彼の後任に任命した。バイエルラインは、かつて、北アフリカ戦線でエルヴィン・ロンメル元帥の参謀を務め、バルジの戦いでは装甲教導師団の司令官を勤めた人物であった。 
ドイツ軍の戦車学校から引き抜かれた優秀な若い兵士たちが集まった装甲教導師団は、国防軍で最も恐れられた装甲師団といわれ、バイエルラインはその迅速さと効率性を見いだしていた。モーデル元帥はバイエルラインに24時間以内に計画を立てるように指示した。モーデルはバイエルラインに、ヴェント・フォン・ヴィーテルスハイム将軍が率いる4,000人の兵、戦車25両、砲兵18両の第11装甲師団から約600人、戦車15両、砲兵12両の第9装甲師団、戦車5両の第106装甲旅団「フェルトヘルンハレ」、そして装甲教導師団から1個連隊（約300人、戦車15両）の指揮権を与えた。だが、第11装甲師団は北へ100km離れたデュッセルドルフにあり、燃料不足で部隊の移動は難しく、レマーゲンへのルートは渋滞しており、アメリカ軍機による攻撃を受ける可能性があった。バイエルラインはすべての部隊の到着を待って、総力をあげて攻撃しようと考えていたが、モーデルは彼の作戦に反対し、手持ちの部隊で直ちに反撃することを要求していた。
3月9日、第67軍団はアメリカ軍の進行を食い止めようとしたが、戦力はあまりにも弱く攻撃は断続的であった。しばらくして第11装甲師団が到着したが、部隊の車両は頻繁に故障し効果的な戦果は挙げられなかった:61。

#### 反撃に参加した部隊
（3月7日～25日）

B軍集団（Heeresgruppe B）
司令官 : ヴァルター・モーデル元帥
- 第7軍（7. Armee）
  - 第53軍団（LIII. Armeekorps）
司令官 : ヴァルター・ボッシュ（英語版）中将（3月6日～24日）フリッツ・バイエルライン中将（3月24日～）
    -  第326国民擲弾兵師団（326. Volksgrenadier Division）
    -  第167国民擲弾兵師団（167. Volksgrenadier Division）
    -  第340国民擲弾兵師団（340. Volksgrenadier Division）

  - （独立大隊）
    - 第506重戦車大隊（Schwere Panzerabteilung 506.）
    - 第512重戦車駆逐大隊（Schwere Panzerjäger-Abteilung 512.）
    - 第653重戦車駆逐大隊（Schwere Panzerjäger-Abteilung 653.）

- 第5装甲軍（5. Panzerarmee）
  - 第74軍団（LXXIV. Armeekorps）
司令官 : カール・ピュヒラー（de）歩兵大将
    -  装甲教導師団（Panzer-Lehr-Division）
    -  第3降下猟兵師団（3. Fallschirmjäger-Division）
    - 第85歩兵師団（85. Infanterie-Division）
    -  第272国民擲弾兵師団（272. Volksgrenadier Division）

  - 第67軍団（LXVII. Armeekorps）
司令官 : オットー・ヒッツフェルト（de）歩兵大将
    - 第89歩兵師団（89. Infanterie-Division）
    -  第277国民擲弾兵師団（277. Volksgrenadier Division）

- 第15軍（15. Armee）
  - 第81軍団（LXXXI. Armeekorps）
司令官 : エルンスト＝ギュンター・バーデ中将
    -  第11装甲師団（11. Panzer-Division）
    -  第59歩兵師団（59. Infanterie-Division）
    -  第363国民擲弾兵師団（363. Volksgrenadier Division）
    -  第9装甲師団（9. Panzer-Division）

- 国民突撃隊
  - ボン大隊 － 少数しか配備されず、国防軍の部隊に編入
  - デルシェン（英語版）大隊 － ノイヴィート付近で戦闘、ホルハウゼン（英語版）経由でデッテスフェルト（英語版）、ザイフェン（英語版）に展開
  - ザウアーラント義勇軍（英語版）（Volkssturm-Bataillon Freikorps Sauerland） － ジーゲン周辺での戦闘に特別参加
  - ケルン大隊 － 少数しか配備されず、国防軍の部隊に編入
  - レーヴァークーゼン大隊 － ウッケラート（ドイツ語版）での戦闘で独立大隊として配備され、その後国防軍の指揮下に入った
  - ポリッツ中隊 － 第363国民擲弾兵師団（英語版）と共にレマーゲン橋頭堡へ。
  - トロイスドルフ（英語版）中隊 － ヘンネフ（英語版）、ジークブルクでの戦闘に参加。

### 装甲部隊による攻撃
傍受によって得られた情報に基づき、アメリカ第3軍団のG-2情報部は、ドイツ軍が鉄橋の橋頭堡を一掃するために大規模な部隊を編成していると考えていたが:253、連合国側には知られていなかったが、ドイツ軍がアメリカ軍を押し返すために招集した部隊は脆弱でとても作戦を遂行できる戦力は残されていなかった。橋頭堡を攻撃するドイツ軍の大規模な部隊はどれもまとまっておらず、その多くはバルジの戦いで消耗しており、深刻な戦力不足にあった:68。
3月10日から13日にかけて、ドイツ軍の反攻部隊のほとんどは11個の師団の残余であった。援軍に第3装甲師団と第340国民擲弾兵師団からの約200名が含まれていたが、彼らはほとんど訓練を受けておらず、ライン川の上下にある軍管区部隊から抽出した、ほとんどが戦闘経験の浅い補充兵であった:70。
ドイツ軍が直面した装甲部隊の前線への移動の困難さを示すものとして、512重戦車駆逐大隊（Schwere Panzerjäger-Abteilung 512.）の一例がある。

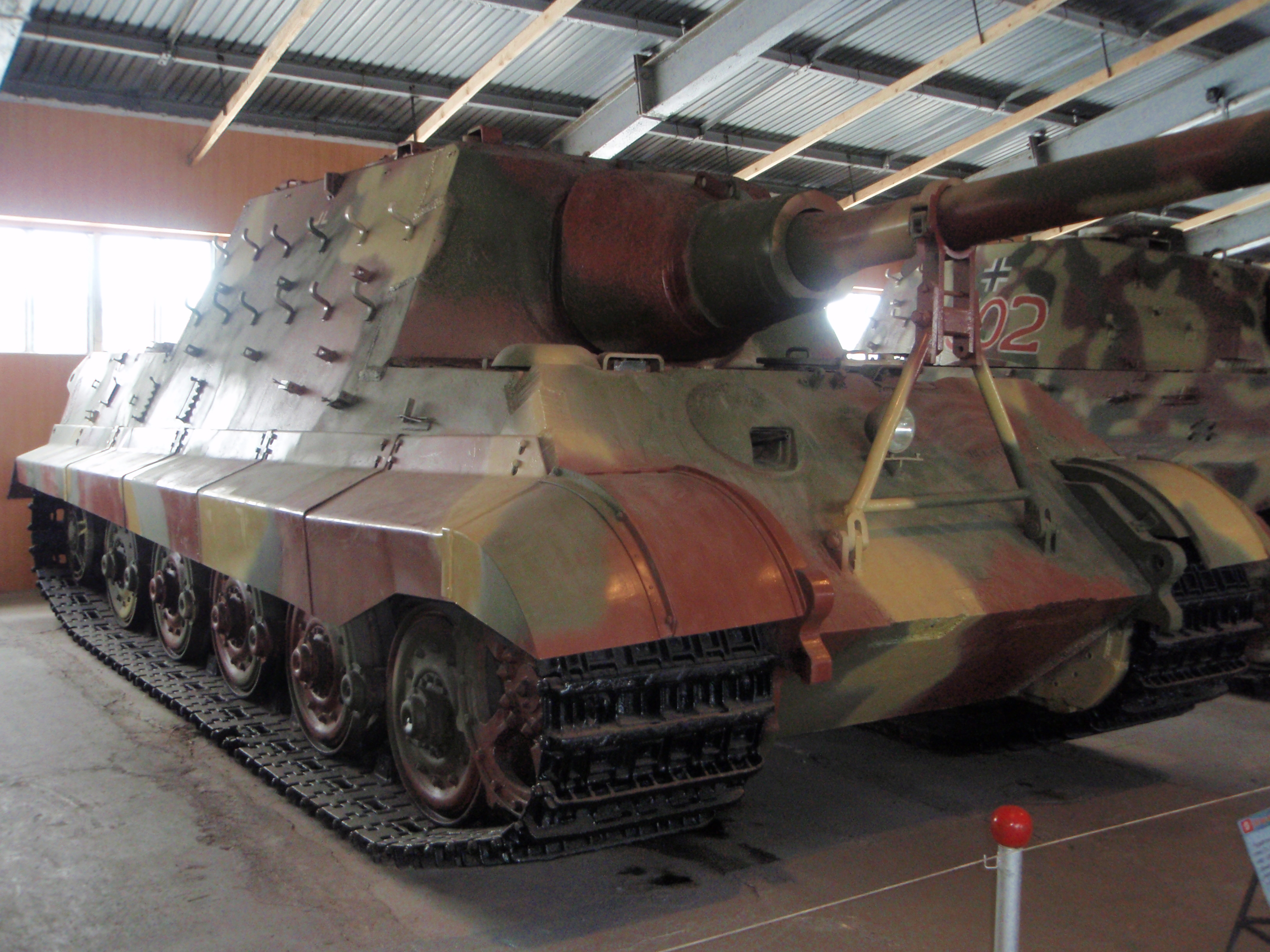
ヤークトティーガー

オットー・カリウス率いる、第2中隊の5両のヤークトティーガーは、前線への移動に通信障害や、敵機による脅威のために10日かかったとされ、第1中隊は作戦中に4両のヤークトティーガーを失ったが、そのうち3両は車両の故障によるものであった。ようやくヘルボルン（de）近郊でアメリカ軍と対峙すると、ヤークトティーガーは米軍戦車を遠距離から攻撃し始め、約30両の米軍戦車を撃破したが、戦略的な勝利は得られなかった。
バイエルラインは、手持ちの戦力で効果的な反撃を行うことができなかった。装甲教導師団は3つの補充部隊で構成されていたが、その兵力は紙上では現実よりもはるかに多かった。例えば、第653重戦果駆逐大隊は、2両のヤークトパンター駆逐戦車を配備されたが、戦場に投入されることはめったになかった:62。第9、第11装甲師団と共に連合軍を阻止する任務を担っていたが、モーデルは装甲教導師団が到着しなかった3月10日に第11装甲師団を抑えた。3月11日、ようやく第9、第11装甲師団がレマーゲンから6.4km下流のバート・ホンネフでアメリカ軍の第311歩兵連隊を攻撃したが、効果はなく、減りつつあるガソリンを消費するだけで戦果は出なかった。
3月13日、バイエルラインはブルッフハウゼン（de）付近でアメリカ軍を攻撃する計画を立て、約1,500人の部隊を含む3つの大隊と、約3,000人の部隊を擁する、アメリカ軍の予備5個大隊と対峙した。

### 航空機による橋への攻撃
3月8日、国防軍作戦部長のアルフレート・ヨードルは、連合軍がルーデンドルフ橋を無傷で攻略したことをヒトラーに伝えた。これを見たヒトラーは激怒し、国民啓蒙宣伝大臣であるヨーゼフ・ゲッベルスは、レマーゲンの状況について頻繁に日記に記している。

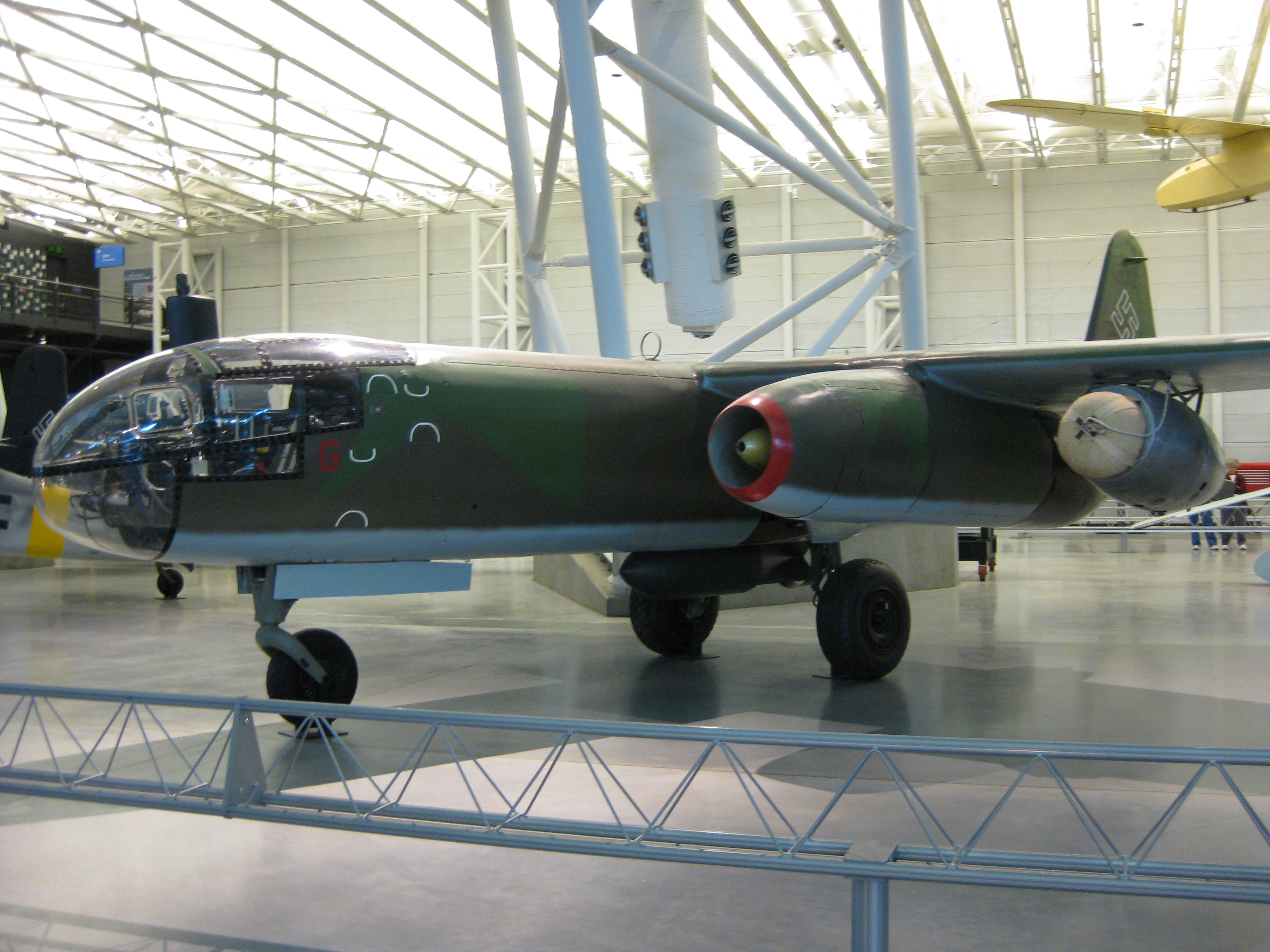
アラドAr234

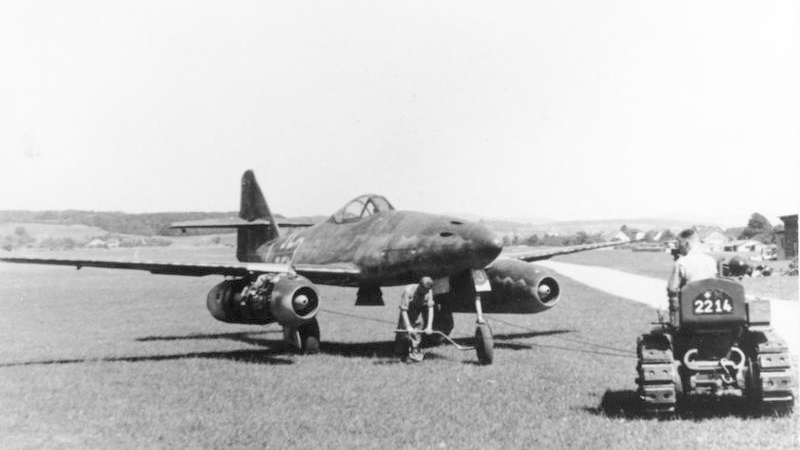
メッサーシュミットMe262A

ヒトラーはこの橋を何としても破壊するよう命じ、その後の10日間、ドイツ軍最高司令部は橋を破壊するためにあらゆる兵器を試した。ヘルマン・ゲーリング国家元帥は当初、橋を攻撃する特攻隊員をメッサーシュミット Me262のパイロットの中から募ったが、爆撃照準器の設計上、特攻には不向きであり中止された。プロペラ機を補完するために、ゲーリングはノルウェーを拠点とする第76爆撃航空団（Kampfgeschwader 76）第3飛行隊のアラドAr234 B-2爆撃機約40機を含む「コワレフスキ戦闘隊（Gefechtsverband Kowalewski）」を結成した。
3月7日の攻撃では、第76爆撃航空団第3飛行隊の司令官であったハンス・ゲオルク・ベッチャー（de）率いる第51爆撃航空団第2飛行隊（II.Kampfgeschwader 51）のメッサーシュミットMe262A-2a約30機が爆撃機を護衛した。外付けの爆弾を満載した爆撃機は、最新のテンペスト・マークVを除くほとんどの連合軍機よりも速い時速660km以上で飛行することができ、アメリカ軍の高射砲部隊が追跡するのに苦労するほどであった。当時としては非常に高速であったが、爆撃の正確性に欠け、1000kgの爆弾を投下したが成功はしなかった。ドイツ軍は7機のジェット機を失ったが、うち2機は連合軍機に撃墜された。
空軍の第14航空師団（14. Flieger-Division）は、ローター・フォン・ハイネマン（Lothar von Heinemann）大佐の下、メッサーシュミット Bf109、フォッケウルフ Fw190、さらには既に旧式となっていたJu 87 シュトゥーカ急降下爆撃機などの航空機により橋を攻撃した。シュトゥーカは高々度で橋に接近し、橋にほぼ垂直に急降下して爆撃することができた。川の周りには高さ約460mのアイフェル丘陵が存在し 、パイロットは丘陵を避けて高空から橋に急降下するか、川の上か下から低空で飛行する必要があった。米軍の重厚な対空防御により、ドイツ軍のパイロットは激しい回避行動を取らなければならず、そのため爆撃の精度は低下していった。
3月8日には、第1夜間襲撃大隊（Nachtschlachtgruppe 1）のJu 87 10機が攻撃を試みたが、橋の陥落には失敗し、6機を失った。その日の午後4時44分、8機のJu 87急降下爆撃機と1機のBf109戦闘機が橋を攻撃するために川に沿って直進する低空攻撃を行い、アメリカ軍の482dAWが8機を撃墜した。その30分後、さらに8機のJu 87が今度は回避行動を取らずに川に向かって910mで直進する攻撃を行ったが、アメリカ軍第413AAA砲大隊の90mm砲の対空砲火により全機は撃墜された:133 The intense, concentrated anti-aircraft fire repeatedly prevented the Germans from knocking out the bridge.。激しく集中する熾烈な対空砲火により、ドイツ軍は航空機による攻撃で橋を破壊することができなかった。アメリカ軍の対空砲火はトレーサー弾が機体に集中したため、機体の周りがピンク色の光で照らされていた:92。

### V2ロケットによる攻撃

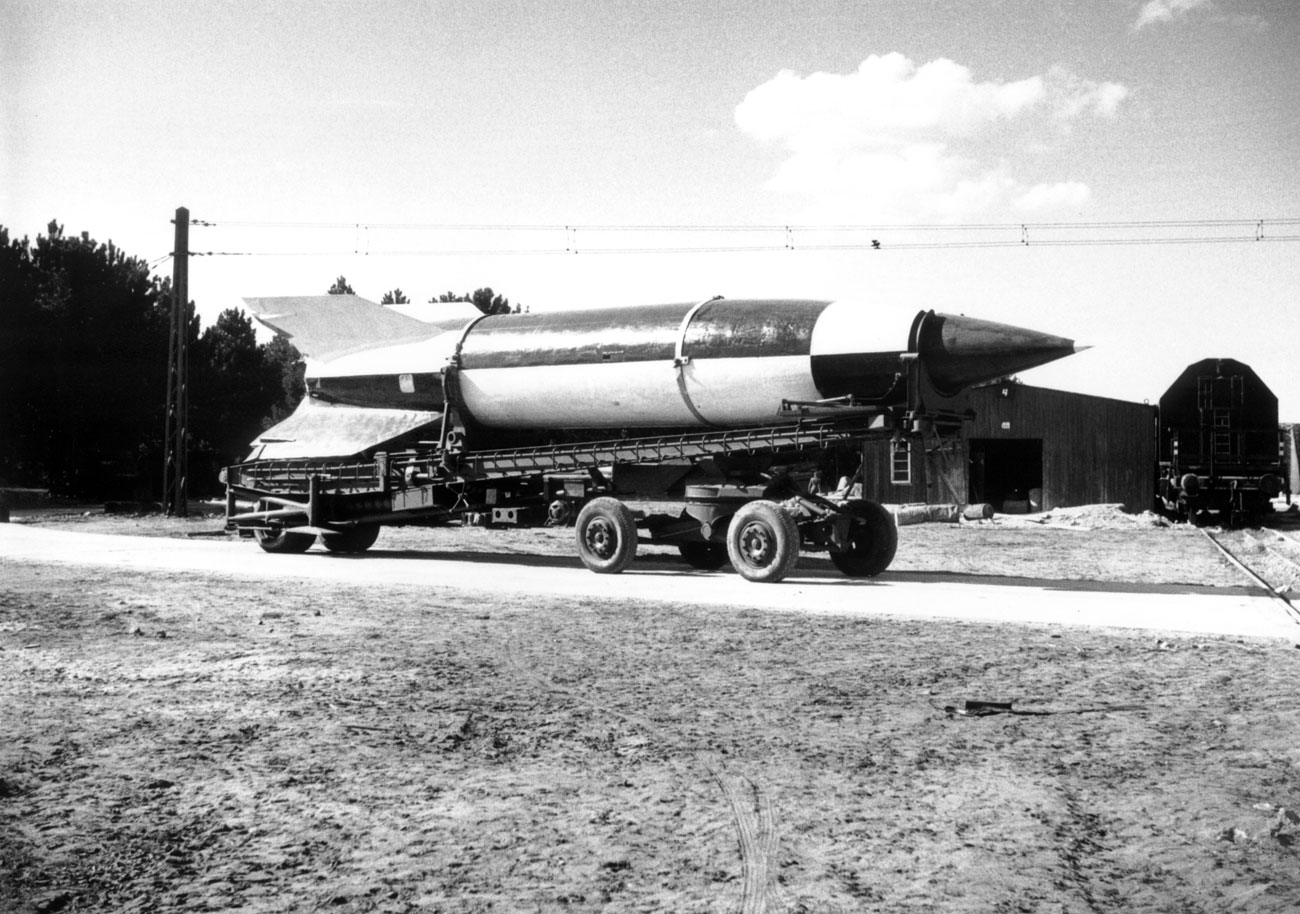
輸送用トレーラー「マイラーワーゲン」に搭載されたV2ロケット。

3月14日、ヒトラーはハンス・カムラー親衛隊大将にV2ロケットによる橋への攻撃を命じた。ドイツ軍の参謀本部は、ヒトラーが市民や兵士を殺す可能性の高い危険な兵器の使用を国内で用いるよう命令したことに衝撃を受けた。3月17日、オランダのヘレンドルンにある第500SS砲大隊（Batterie SS Abt. 500）は、V2ロケット11発を橋に向けて発射した:553。戦術目標に対する最初で唯一の使用であり、また、戦時中にドイツ国内の目標に向けて発射された唯一の運用であった。不正確な弾道のV2ロケットは橋の北64km離れたケルンへ着弾した。1発はオーディンゲンの町を襲い、多くの建物を破壊し、3人のアメリカ兵と多数のドイツ人住民が死亡し、多くの者が負傷した。午後12時20分、1発のV2がレマーゲンの第284戦闘工兵司令部を襲い、橋を約270mの差で外した。その場にいた兵士達は「まるで、地震のようだった」と証言している。V2は半径300m以内の建物を損傷または破壊し、3人の兵士が死亡、30人以上が負傷した。 

### フロッグマンの出動

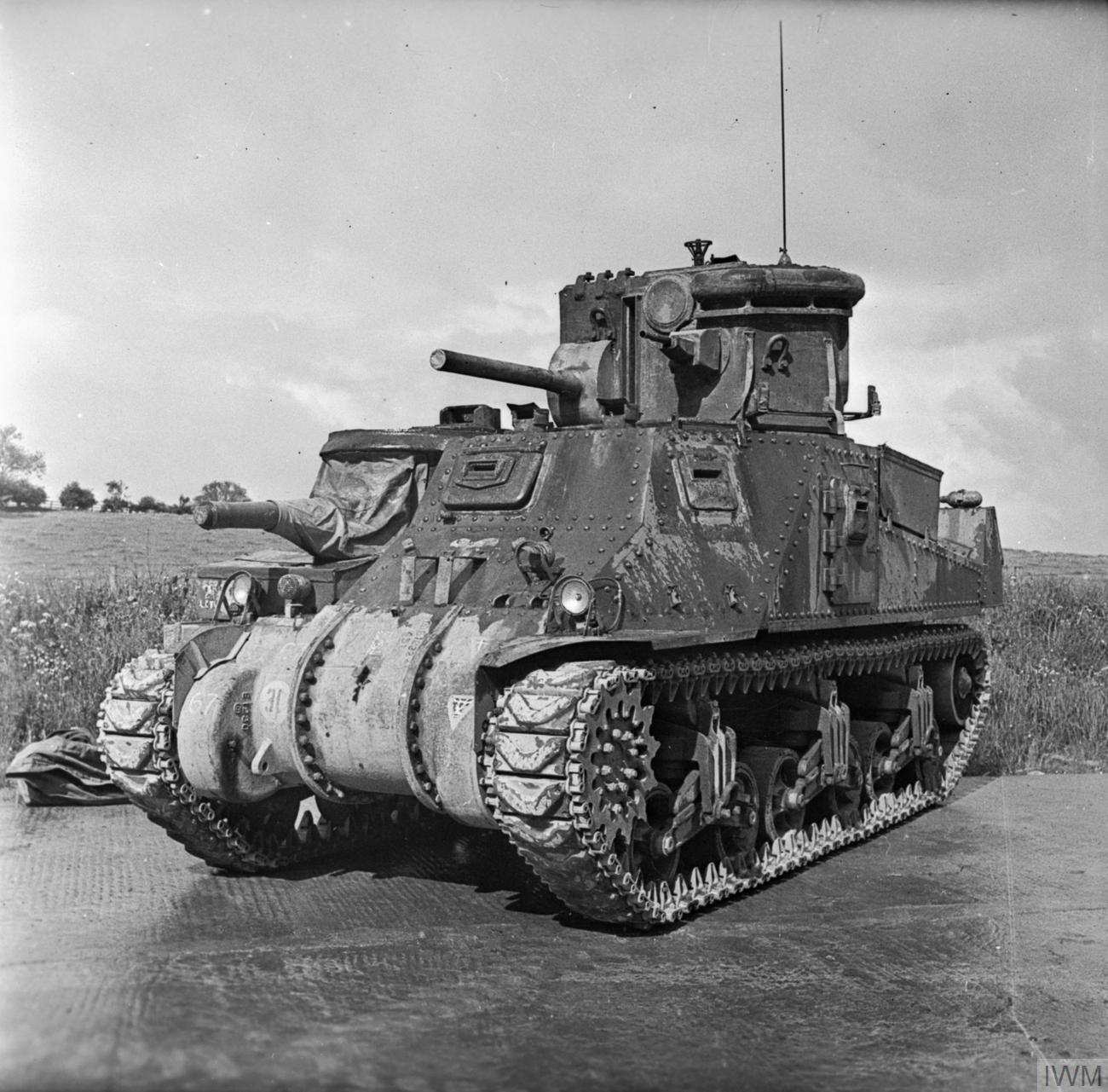
イギリス軍によって開発されたM3運河防衛灯は、夜間に橋や川の周辺を照らすのに用いられた

ドイツ軍は爆薬を積んだ船を川に流したが、アメリカ軍がこれを捕獲した。ヒトラーは、特殊作戦部隊の司令官であるオットー・スコルツェニー親衛隊中佐を召喚し、3月17日にイタリア製の水中呼吸器を使用した海軍特殊破壊部隊（フロッグマン）を派遣して地雷を仕掛けさせた。
出撃前、ルーデンドルフ橋が崩壊したことを知り、スコルツェニーは7人のSSフロッグマン隊員に、代わりにクリップ（de）とリンツの間のポンツーンを攻撃するよう命じた。水温は約7℃と非常に冷たかった。その頃、アメリカ軍はライン川をかなり遡上していたため、フロッグマンたちは橋から17キロ上流の川に入らなければならなかった。彼らはドラム缶を支えにして下流に浮かんだが、第二次世界大戦中の戦闘で初めて採用されたM3リー戦車搭載のカナル・ライト（en）（装甲サーチライト）を運用していた第738戦車大隊（738th Tank Battalion）により発見された:410。2人の隊員は低体温症で死亡し、2人が戦死、残りの3人は捕虜となった:336–337。

### 砲兵部隊による攻撃

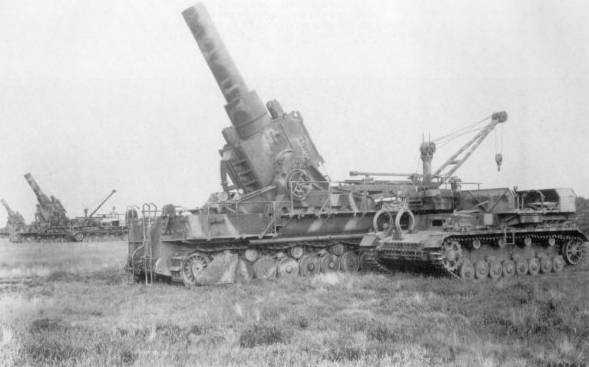
3月20日、カール自走臼砲が橋への砲撃を行ったが、効果はなかった。

ドイツ軍が橋への攻撃を行う中で、唯一、砲兵だけが効果的な損害を与えていた。ドイツ軍は橋の周辺に10.5cm leFH 18軽榴弾砲50門、15cm sFH 18重榴弾砲50門、21cm Mrs 18重榴弾砲12門を含む100門以上の砲兵を配備していた。橋の東部を狙うのは、東岸に近いエルペル丘が急斜面のために困難であったが、ドイツ軍の砲兵部隊はルーデンドルフ橋とその西岸、ポンツーンなどを容易に攻撃することができた。ドイツ軍の砲兵観測員がレマーゲンに潜入しており、彼らの砲撃の精度を高めていた。
3月8日から9日にかけて、ドイツ軍の砲兵部隊は橋へ24回攻撃することに成功した。3月9日には橋の上にあった弾薬を搭載したトラックを砲撃し、橋に4.6mの穴を残し、橋は数時間作業が不能となった:553。3月10日の正午にはガソリンを搭載したトラックが砲撃されたので、それ以降、アメリカ軍はガソリンや弾薬の輸送をすべてフェリーに転用した。ドイツ軍による砲撃は多くの兵士を殺傷し、レマーゲンの多くの建物や大量の車両をも破壊していたので、橋で作業を行うアメリカ軍の工兵部隊は常に危険にさらされていた。
3月11日、ドイツ軍はカール自走臼砲を配備する。第628カール・砲台をレマーゲンに向けて迂回させた。部隊は3月20日に到着し、最も軽い1,250kgの砲弾の射程は10km強であったが、発射された14発の砲弾は全て橋を外し、数軒の建物の廃墟に命中したのみで、修理のために後方に移動させなければならなくなった。

### バイエルラインの解任
バイエルラインの地上部隊による反撃は全く効果を挙げられず、モーデル元帥は不満を抱き、第53軍団の指揮をカール・ピューヒラー（de）の第74軍団（LXXIV Armeekorps）に移譲した。
3月7日から14日にかけて、アメリカ軍は弱体化したドイツ軍の11個師団の攻撃を受けながらも、米第5・7軍団の5個師団はドイツ軍捕虜11,200人を捕獲し、863人の兵士を失った。

## 戦いの終了後
アイゼンハワーはこの橋の奪取を「戦争中に時折訪れる稀でつかの間の機会の一つであり、もしそれがつかめれば、将来の成功を決定する上で計り知れない効果がある」と表現している:160。後に彼は「我々はライン川を渡り、橋の上にいた。1945年の春から夏にかけての作戦で達成されると計算していた敵の最終的な敗北が、我々の心の中では突然、すぐそこまで来ていた」と述べている。
ジョージ・C・マーシャル将軍は、「橋頭堡は、ドイツの心臓部に深刻な脅威を与え、計り知れない価値のある転換をもたらした。それは、来るべき最終的な攻撃のための踏み台となった」とコメントしている。 

### ドイツ軍による軍法会議
ヒトラーは橋を失ったことに憤慨し、東部戦線から「狂信的で信頼のできる」ルドルフ・ヒュブナー（de）大将を呼び寄せ「西部地区移動特別法廷」（Fliegendes Sonder-Standgericht West）の司令官に任命させた。
ヒュブナーは橋の破壊に失敗した将校を軍法会議にかけ、処刑するよう指示した:204。ヒュブナーにはアントン・エルンスト・ベルガー中佐とポール・ペント中佐が同行していたが、彼らはいずれも法的な専門知識を持っておらず、実行部隊として行動する2人の憲兵とともにB軍集団司令部へ移動した。
3月11日、ドイツ軍の司法規則に反して、ヒュブナーは検事と裁判官を兼任した。B軍集団の法務担当官リヒター・ヤナート大佐は、ドイツ軍の司法手続きのコピーをヒュブナーに提供したが、ヒュブナーはそれを払いのけ、必要な権限は総統のみにあると主張した。橋の防衛隊指揮官ブラトゲ大尉はアメリカ軍に捕まっていたため、欠席裁判として裁かれた。ヒュブナーは橋を爆破する命令を遅らせたとの理由でブラトゲに死刑を宣告したが、ブラトゲは既にアメリカ軍の捕虜となっていたので刑は執行されなかった。ヒュブナーは次にシェラー少佐と、そのあとにカール・ハインツ・ペータース中尉を裁いた。シェラーは、アメリカ軍が橋を攻撃する2時間前の午前11時15分に到着したばかりであり、ペータースは、実験用の高射兵器をライン川を渡って戻そうとしているところであった。しかし、シェラーは橋の爆破に失敗した罪、ペータースは対空兵器をアメリカ軍の手に渡した罪で有罪となった。彼らは翌日、リンバックにおいて銃殺され、墓に埋葬された。
シェラーとペータースの判決が下された日、ヘルベルト・ストローベル少佐とアウグスト・クラフト少佐は、オーバーイルゼンにあるモーデル陸軍元帥のオフィスに呼び出されたが、彼らに容疑がかかっていることは知らなかった。クラフトと彼の上官のストローベルは、ライン川の60kmを防衛するコブレンツ-レマゲン地区の戦闘工兵の責任者であった。第3建設工兵大隊の指揮官であるクラフトは、レマーゲンの橋に爆弾を仕掛けた。橋が占領されたとき、クラフトは40km離れたところにおり、ストローベルはクラフトに反撃を命じたが、完全に失敗に終わった。
3月17日、ヒュブナーは午前11時に2人に対して約20分間の裁判を行った。ヒュブナーはすぐに彼らを有罪とし、すぐに処刑するように命じた。2人は45分ほど家族に手紙を書く時間を与えられた後、森の中に護送され、午後1時に銃殺された。執行人らは彼らのポケットを空にし、家族の手紙を破り、彼らの遺体を土で覆い、そのまま放置した。
フリーゼンハーン少佐は捕らえられていたが、法廷では橋を破壊するために力の及ぶ限りのことをしたと認められたため、有罪にはならなかった。ヒトラーは他の4人の将軍を懲戒処分にした。ボンとレマーゲンの防衛司令官であるリヒャルト・フォン・ボスマー大将は、戦わずにボンを放棄したために起訴された。ボスマーは二等兵に降格された上、5年の懲役を言い渡された。ボスマーの妻はすでに亡くなっており、息子も戦死していた。3月10日、ボスマーは裁判所の職員が持っていた拳銃を奪い、法廷で自決した。
ヒトラーはアルベルト・ケッセルリンクを公認の防衛司令官に指名し、ケッセルリンクは「我々は不必要な損失を被り、我々の現在の状況はほとんど破滅的になってしまった」と述べ、彼らの失態を叱責している。

### 部隊への表彰

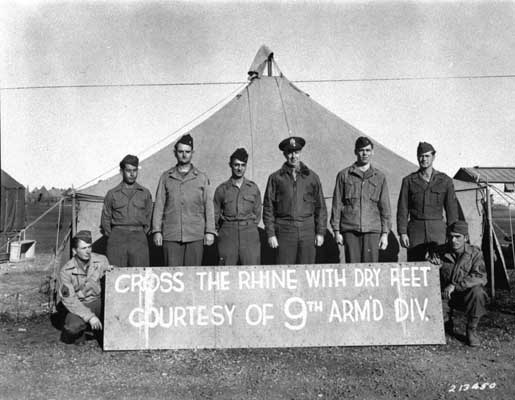
米国第9機甲師団司令官トーマスH.ハロルド将軍（中央）と、殊勲十字章を授与された師団の兵士たち。（左から右へ：T / SGT Michael Clincher、SGT William Goodson、LT John Grimball、CPT George P. Soumas、LT Karl Timmermann、SSG Eugene Dorland、SGT JosephS.Petrinosik）

ジョン・W・レナード少将はブリッグを授与し、オークリーフクラスター将軍は橋を占領して橋頭堡を制圧した部隊の行動に対して功労勲章（en）を授与した。1945年3月21日、ホーゲはパットン将軍の下で第4歩兵師団の指揮をとるために移された。レナードはまた、橋の占領に成功したことで、13人の兵士に殊勲十字章と152個のシルバースターを授与した。

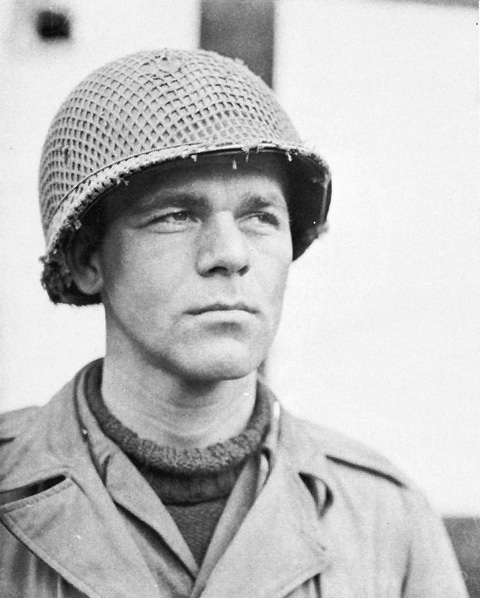
カール・ティンマーマン中尉は、橋を占領した功績により、殊勲十字章を授与した

第27装甲歩兵大隊A中隊からは、この橋を渡った最初のアメリカ人下士官であるアレクサンダー・A・ドラビック軍曹と、この橋を渡った最初のアメリカ人士官であるドイツ生まれのティンマーマン中尉が、その功績を認められ、ともに殊勲十字章を授与された。A中隊のジョセフ・デリシオ軍曹、マイケル・チンチャー軍曹、ジョセフ・S・ペトレンチク軍曹、アンソニー・サミール軍曹もDSCを受賞した。第9装甲工兵大隊B中隊第2小隊のヒュー・モット中尉は、ユージン・ドーランド軍曹とジョン・A・レイノルズ軍曹を率いて橋の上に上がり、銃撃を受けながらも生きた解体用の爆弾を取り除いた。3人は橋を奪った功績によりDSCを授与された。
橋を渡った最初の米兵であるドラビック軍曹に、ジョン・W・レナード将軍から殊勲十字章が授与された。
ライン川を渡った最初の戦車中隊である第14戦車大隊A中隊は、鉄道橋の奪取に貢献し、ライン川に連合軍の最初の橋頭堡を築いた。その後、東側に戦闘陣地を築き、装甲部隊や歩兵によるドイツ軍の複数の反撃を撃退した功績により、ジョージ・P・スーマ大尉、C・ウィンザー・ミラー少尉、ウィリアム・J・グッドソン軍曹、ジョン・グリムボール少尉にDSCが授与された。また、大隊全体に2度目の大統領部隊表彰が授与された。
3月9日から17日まで、第9憲兵中隊の隊員は橋の両端と橋に沿って配置され、絶え間なくやってくる捕虜、車両、部隊を誘導した。他の憲兵たちは、橋を爆破しようとするドイツ軍のフロッグマンを監視する狙撃兵として配置された。また、車両が被弾したり、運転手が負傷すると彼らは運転してでも車両を橋から降ろすのを手伝った。第9憲兵小隊は、ルーデンドルフ橋でのこうした功績により、功労部隊賞、ベルギー・フォーラジェール賞、大統領部隊賞を受賞した:44。
第9憲兵中隊のジョン・ハイドが橋梁の管制官であった。ハイドは戦争の初期にパットン将軍の猛烈な反対を押し切って道路封鎖の通過を拒否したことで有名である。ハイドは15日以上にわたって車両と部隊の流れを一定に保つために厳格な交通規制を実施し、また、ハイドはルーデンドルフ橋での銃撃戦での勇敢さと勇気を称えられ、銀星章を授与された。
3月8日にライン川を最初に渡った第47歩兵連隊は、橋頭堡を守るための行動が評価され、大統領部隊表彰を受けた。
第9装甲師団のCCB/9 AIBの全部隊は、橋の奪取と防衛における行動に対して大統領部隊表彰を授与された。

### レマーゲンの奇跡
連合軍のジャーナリストは、この橋の攻略を「レマーゲンの奇跡」と呼んだ。アメリカの軍事史家・伝記作家のカルロ・デステは、「レマーゲンの攻略は、戦史上の偉大な成功のひとつであり、奮起したリーダーシップの一例である」と評している。
ドワイト・D・アイゼンハワー将軍は第1軍の成功をこう表現した。
アイゼンハワーの参謀長であるウォルター・B・スミス（en）中将は、ルーデンドルフ橋の攻略は「金塊に値する」と述べている。オマール・N・ブラッドレー将軍は、橋の攻略を賞賛している。
ドイツ軍防衛隊のカール・フリーゼンハーン工兵大尉は、橋の攻略で勲章を授与されたアメリカ軍将兵たちについて「当然、それに値するし、それ以上のものだ。彼らは我々が橋を爆破しようとしているのを見ていたし、どう考えても彼らが橋を渡っている間に爆破されるはずだったのだから。私の心の中では、彼らは戦争中で最も偉大な英雄であった」と述べている。

## その後の橋

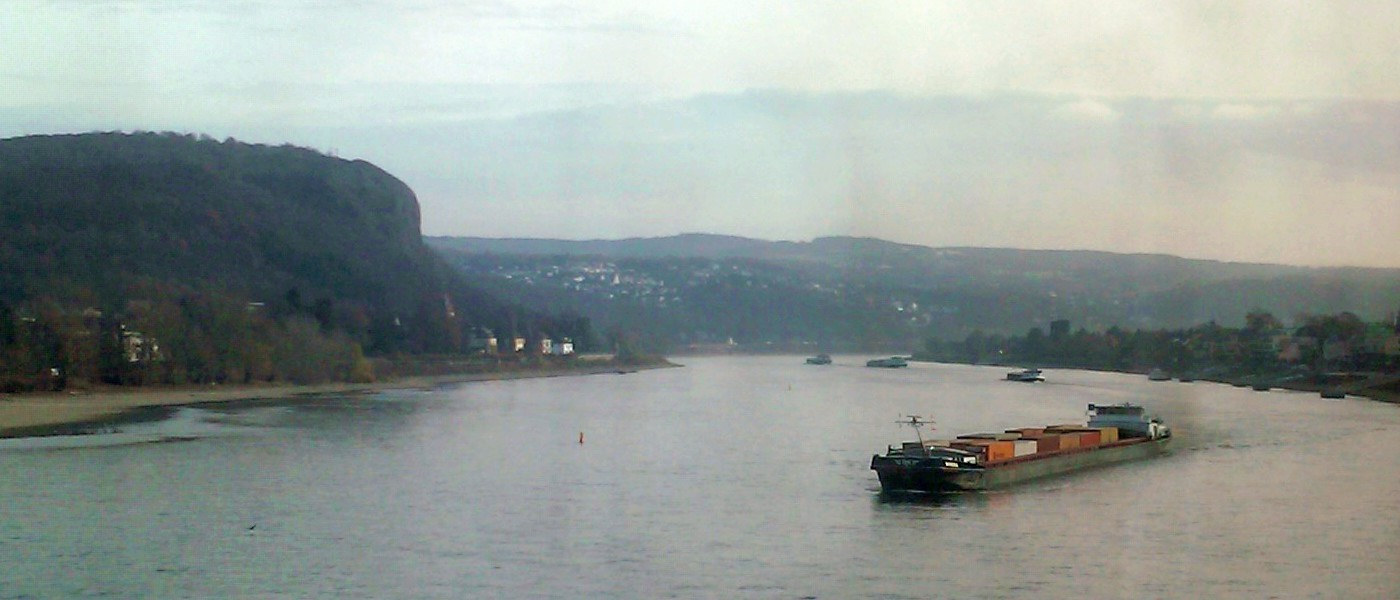
ライン川北西からみたルーデンドルフ橋の跡。

戦後、ルーデンドルフ橋は再建されることはなかったがライン川の西側に残された塔は現在、記念館になっており一般公開されている。
レマーゲンとエルペルの町は戦後に再建され、歴史的な建物の多くは復興された。エルペルでは1968年に再建が完了し、同年に村は1500年の記念日を迎えた。1962年3月7日、橋の攻略から17年目の記念日には、両軍の退役軍人数名が記念式典を行い、約400人の市民や学生が参加した。戦いから40年目の記念日には、130人のアメリカ退役軍人が橋を訪れて記念式典を行った。1991年9月12日、記念式典でアメリカ軍とドイツ軍の退役軍人がエルペルのコミュニティである「ゴールデンブック」に加えられた。1995年3月7日、連合軍とドイツ軍の退役軍人と家族約600人が橋の攻略50周年を祝った。

## この戦いを題材とした作品

### 映画
- 『レマゲン鉄橋』（原題：The Bridge at Remagen）
1969年公開のアメリカの戦争映画。映画のストーリーはおおむね史実を追っているが、戦闘シーンの追加など娯楽性を優先した脚色も加えられている。

### ゲーム
- 『コール オブ デューティ ワールドウォーII』
シングルプレイ ステージ11.「ライン川」で橋を巡る戦いが再現されている。